# Overlandveldtocht
De Overlandveldtocht vond plaats tussen 4 mei – 24 juni 1864 in Virginia tijdens de Amerikaanse Burgeroorlog. Deze veldtocht is ook gekend als Grants Overlandveldtocht of de Wildernessveldtocht. Luitenant-generaal Ulysses S. Grant, opperbevelhebber van alle Noordelijke legers, stuurde persoonlijk de bewegingen aan van het Army of the Potomac. Dit leger stond onder nominaal bevel van generaal-majoor George G. Meade. Hun tegenstander was de Zuidelijke generaal Robert E. Lee, bevelhebber van het Army of Northern Virginia. Hoewel Grant zware verliezen leed tijdens de veldtocht was het toch een strategische Noordelijke overwinning. De Zuidelijken verloren proportioneel meer soldaten en werden in het defensief gedwongen. Richmond en Petersburg werden door de Noordelijken belegerd na een acht weken durende titanenstrijd.
Op 4 mei 1864 stak Grant de Rapidan-rivier over. Hij hoopte Lees leger tot een open veldslag te dwingen door snel troepen tussen de Zuidelijke hoofdstad en Lee te plaatsen. Grant werd verrast door de agressieve aanval van Lee in de Slag in de Wildernis tussen 5 mei en 7 mei. Beide zijden verloren kostbare manschappen. In tegenstelling tot zijn voorgangers trok hij zijn leger niet terug na deze tegenslag. Hij manoeuvreerde zijn leger in zuidoostelijke richting om zich opnieuw tussen Lee en Richmond te wringen. Lees leger kon deze beweging pareren. In de Slag bij Spotsylvania Court House tussen 8 mei en 21 mei viel Grant verschillende keren de Zuidelijke stellingen aan om ergens een doorbraak te forceren. Het enige resultaat was opnieuw zware verliezen langs beide zijden.
Opnieuw probeerde Lee zijn leger te herpositioneren. Dit resulteerde in de Slag bij North Anna. Lee had sterke defensieve posities ingenomen en had de kans om delen van Grants leger te vernietigen. Door ziekte kon Lee dit plan niet uitvoeren. De laatste grote slag van deze veldtocht vond plaats rond Cold Harbor tussen 31 mei en 12 juni. Grant hoopte dat Lees leger te uitgeput was. Daarom opteerde Grant om de sterke Zuidelijke defensieve stellingen frontaal aan te vallen. Dit resulteerde in zware Noordelijke verliezen. Grant koos nog een laatste maal om zijn leger te herpositioneren. Grant stak in het geheim de James over en dreigde om Petersburg in te nemen. Dit zou het einde betekenen van de Zuidelijke hoofdstad. Het Beleg van Petersburg, dat duurde van juni 1864 tot maart 1865, zou uiteindelijk leiden tot de Appomattoxveldtocht. Dit betekende het einde van Lees leger en de uiteindelijke overgave van de Zuidelijke staten.
Tijdens deze veldtocht werden twee raids uitgevoerd onder leiding van de Noordelijke generaal-majoor Philip Sheridan. In de raid tegen Richmond sneuvelde de legendarische Zuidelijke generaal-majoor J.E.B. Stuart in de Slag bij Yellow Tavern op 11 mei. De tweede raid was tegen de Virginia Central Railroad gericht. Hier werd Sheridan gestopt door generaal-majoor Wade Hampton III in de Slag bij Trevilian Station op 11 juni en 12 juni. Dit was de grootste cavalerieslag tijdens de oorlog.

## Achtergrond en samenstelling van de legers
In maart 1864 werd generaal-majoor Ulysses S. Grant terug geroepen van de westelijke slagvelden en bevordert tot luitenant-generaal en opperbevelhebber van de Noordelijke legers. Hij sloot zich aan bij het Army of the Potomac. Meade bleef nominaal bevelhebber van het leger. Generaal-majoor William T. Sherman volgde Grant op als bevelhebber van de westelijke legers. Grant en president Abraham Lincoln werkten een algemene strategie uit om het hartland van de Zuidelijke staten van uit verschillende richtingen aan te vallen. Grant, Meade en Benjamin Butler namen het op tegen Robert E. Lee in Virginia. Franz Sigel nam de Shenandoahvallei voor zijn rekening. Sherman viel Georgia binnen, nam het op tegen Joseph E. Johnston en had Atlanta als doel. George Crook en William W. Averell namen de bevoorradingslijnen en spoorwegen in West Virginia voor hun rekening. Nathaniel P. Banks had Mobile, Alabama als doel. Voor de eerste keer in de geschiedenis van het conflict stond een gecoördineerd Noordelijk offensief op papier.
Hoewel de vorige Noordelijke veldtochten in Virginia tegen de vijandelijke hoofdstad Richmond gericht waren, had deze veldtocht de vernietiging van het Zuidelijke Army of Northern Virginia tot doel. Lincoln was al lang voorstander van deze strategie omdat hij ervan uitging dat de vernietiging van het belangrijkste leger de val van de hoofdstad alleen maar in de hand zou werken. Grant gaf het bevel aan Meade dat hij Lee overal moest volgen. Grant hoopte dat hij een snelle en beslissende overwinning zou kunnen forceren. De kans op de uitputtingsoorlog was eveneens groot. De slagersrekening voor beide partijen kon snel oplopen. De Noordelijken hadden echter de middelen en de manschappen om deze verliezen te vervangen, iets wat de Zuidelijken niet hadden.
Bij het begin van de veldtocht telde Grants leger 118.700 soldaten en 316 kanonnen. Zijn leger bestond uit het Army of the Potomac onder leiding van George G. Meade en het IX Corps (tot 24 mei maakte dit nog formeel deel uit van het Army of the Ohio en zijn bevelhebber rapporteerde rechtstreeks aan Grant.)
De vijf korpsen waren:
- II Corps aangevoerd door generaal-majoor Winfield S. Hancock en was samengesteld uit de divisies van generaal-majoor David B. Birney en brigadegeneraals Francis C. Barlow, John Gibbon en Gershom Mott.
- V Corps aangevoerd door generaal-majoor Gouverneur K. Warren met de divisies van brigadegeneraals Charles Griffin, John C. Robinson, Samuel W. Crawford en James S. Wadsworth.
- VI Corps onder leiding van generaal-majoor John Sedgwick met de divisies van brigadegeneraals Horatio G. Wright, George W. Getty en James B. Ricketts.
- IX Corps aangevoerd door generaal-majoor Ambrose Burnside bestaande uit de divisies van brigadegeneraals Thomas G. Stevenson, Robert B. Potter, Orlando B. Willcox en Edward Ferrero.
- Cavalry Corps onder leiding van generaal-majoor Philip H. Sheridan met de divisies van brigadegeneraals Alfred T.A. Torbert, David McM. Gregg en James H. Wilson.

Robert E. Lees Army of Northern Virginia telde 64.000 soldaten en 274 kanonnen en was ingedeeld in vier korpsen:
- First Corps aangevoerd door luitenant-generaal James Longstreet bestaande uit de divisies van generaal-majoor Charles W. Field en brigadegeneraal Joseph B. Kershaw.
- Second Corps onder leiding van luitenant-generaal Richard S. Ewell en samengesteld uit de divisies van generaal-majoors Jubal A. Early, Edward "Allegheny" Johnson en Robert E. Rodes.
- Third Corps aangevoerd door luitenant-generaal A.P. Hill met de divisies van generaal-majoors Richard H. Anderson, Henry Heth en Cadmus M. Wilcox.
- Cavalry Corps aangevoerd door generaal-majoor J.E.B. Stuart met de divisies van generaal-majoors Wade Hampton, Fitzhugh Lee en W.H.F. "Rooney" Lee.

Ondanks het getalsmatig overwicht, had Grant toch problemen. Na de Slag bij Gettysburg het vorige jaar was het I Corps en het III Corps ontbonden. De overlevenden werden ingedeeld bij de andere korpsen. Dit had een negatieve invloed op het moreel en cohesie van de overgebleven eenheden. Ook diende Grant zijn communicatielijnen te beveiligen. Dit was de reden waarom Grant rond Lees rechterflank zou manoeuvreren tijdens de veldtocht. Bovendien was de 3 jaar durende dienstplicht van veel van zijn soldaten bijna te einde. Hierdoor stonden veel soldaten weigerachtig tegenover gevaarlijke aanvallen. Grant vulde daarom zijn troepen aan met de eenheden die de zware artillerie rond Washington, D.C. bemanden.

## DeSlag in de Wildernis(5 meitot7 mei1864)

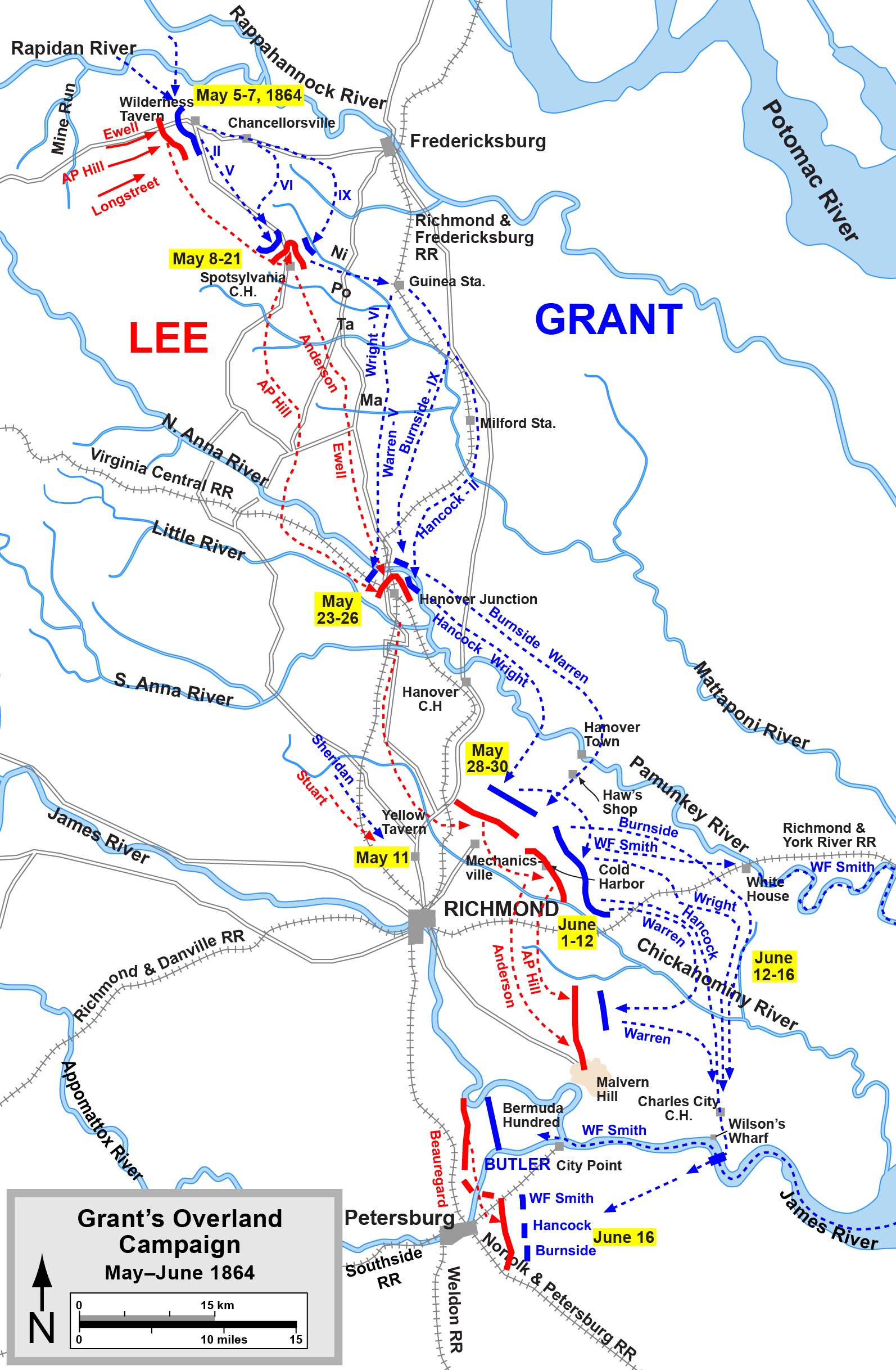
Overlandveldtocht van de Wildernis tot de oversteek van de James.

De Overlandveldtocht begon toen Grant zijn leger de Rapidan-rivier overstak op 4 mei 1864. Grant zocht een open veldslag met Lee door hem uit zijn Mine Run-versterkingen te manoeuvreren of door Lee te flankeren. Lee verliet zijn versterkingen sneller dan Grant wilde.
De Noordelijke troepen waren het ruige gebied van de Wildernis nog niet heelhuids doorgetrokken. Door de gevechten hier te laten plaatsvinden neutraliseerde Lee de Noordelijke artillerie. Lee gaf het bevel aan Ewells korps om op te rukken naar de Orange Turnpike terwijl A.P. Hills eenheden parallel oprukten via de Orange Plank Road en Longstreet oprukte vanuit Gordonsville.
In de vroege ochtend van 5 mei trok het Noordelijke V Corps van Warren op in zuidelijke richting naar de Plank Road toen Ewells korps verscheen ten westen van de Turnpike. Meade liet de opmars stoppen en beval Warren om deze ogenschijnlijk kleine en geïsoleerde Zuidelijke eenheid aan te vallen. Ewells soldaten hadden ondertussen borstweringen opgericht bij Saunders Field. Warren vroeg aan Meade uitstel om tot de aanval over te gaan tot Sedgwicks VI Corps zijn rechterflank kon versterken. Tegen 13.00u gaf de gefrustreerde Meade het order aan Warren om aan te vallen zonder op Sedgwick te wachten. Bij de aanval kwam brigadegeneraal Romeyn B. Ayres’ brigade niet ver. De brigade op zijn linkerflank onder leiding van brigadegeneraal Joseph J. Bartlett had meer succes en brak door de linie van brigadegeneraal John M. Jones. Jones overleefde deze aanval niet. Omdat Ayres’ soldaten niet vooruit raakten, was Bartletts flank onbeschermd. Hij werd gedwongen zich terug te trekken.
Op Bartletts linkerflank vocht de Iron Brigade onder leiding van brigadegeneraal Lysander Culter tegen Alabamians onder leiding van brigadegeneraal Cullen A. Battle. Na een tegenaanval diende ook de Iron Brigade zich terug te trekken. Verderop bij Higgeson Farm vielen de brigades van kolonel Roy Stone en brigadegeneraal James C. Rice de Zuidelijk brigades van brigadegeneraal George P. Doles en brigadegeneraal Junies Daniel. Beide aanvallen werden afgeslagen door hevig kruisvuur. Crawford liet zijn brigades terugtrekken. Warren liet een artilleriebatterij aanrukken. Deze werd echter veroverd door de Zuidelijken. Door de hevige gevechten stond het graanveld in brand. Verschillende soldaten van beide zijden werden hierdoor levend verbrand. Rond 15.00u arriveerde de voorhoede van Sedgwicks VI Corps. Sedgwick viel Ewells linie aan in de bossen ten noorden van de Turnpike. Aanval volgde op tegenaanval. Na een uur werden de gevechten gestaakt en trokken beide opponenten borstweringen op.
Verkenners van Meade hadden de opmars van A.P. Hill langs de Plank Road gedetecteerd. Meade stuurde een divisie van het VI Corps onder leiding van brigadegeneraal George W. Getty naar het belangrijke kruispunt tussen de Plank Road en Brock Road om de Zuidelijke opmars te stoppen. De Noordelijken arriveerden net voor Hills soldaten. Na een korte schermutseling trokken de Zuidelijken zich enkele honderden meters terug. Meade stuurde orders naar Hancock om met zijn II Corps de stellingen van Getty te versterken. Bij deze manoeuvre botsten de Noordelijken op de stellingen van generaal-majoor Henry Heth. De verse divisies van het II Corps werden bij aankomst onmiddellijk ingezet. Door de grote druk was Lee verplicht zijn reserves in te zetten in de vorm van de divisie van generaal-majoor Cadmus M. Wilcox. Ondanks zware gevechten slaagden noch de Noordelijken, noch de Zuidelijken erin om vooruitgang te boeken.
Op 6 mei viel Hancocks II Corps Hills stellingen aan om 05.00u. De Zuidelijken waren niet bestand tegen de druk. Hill hoopte op de tijdige aankomst van Longstreets eenheden. Deze waren echter de vorige nacht vertraagd door het moeilijke terrein. Ook het korps van Ewell kon geen troepen missen. Na hun initiële aanval rond 04.45u werden ze vastgepind door de Noordelijken van Sedgwicks en Warrens korpsen. Net voor de volledige ineenstorting van Hills linie arriveerde rond 06.00u de voorhoede van Longstreets korps in de vorm van de brigade van brigadegeneraal John Gregg.

Slag in de Wildernis
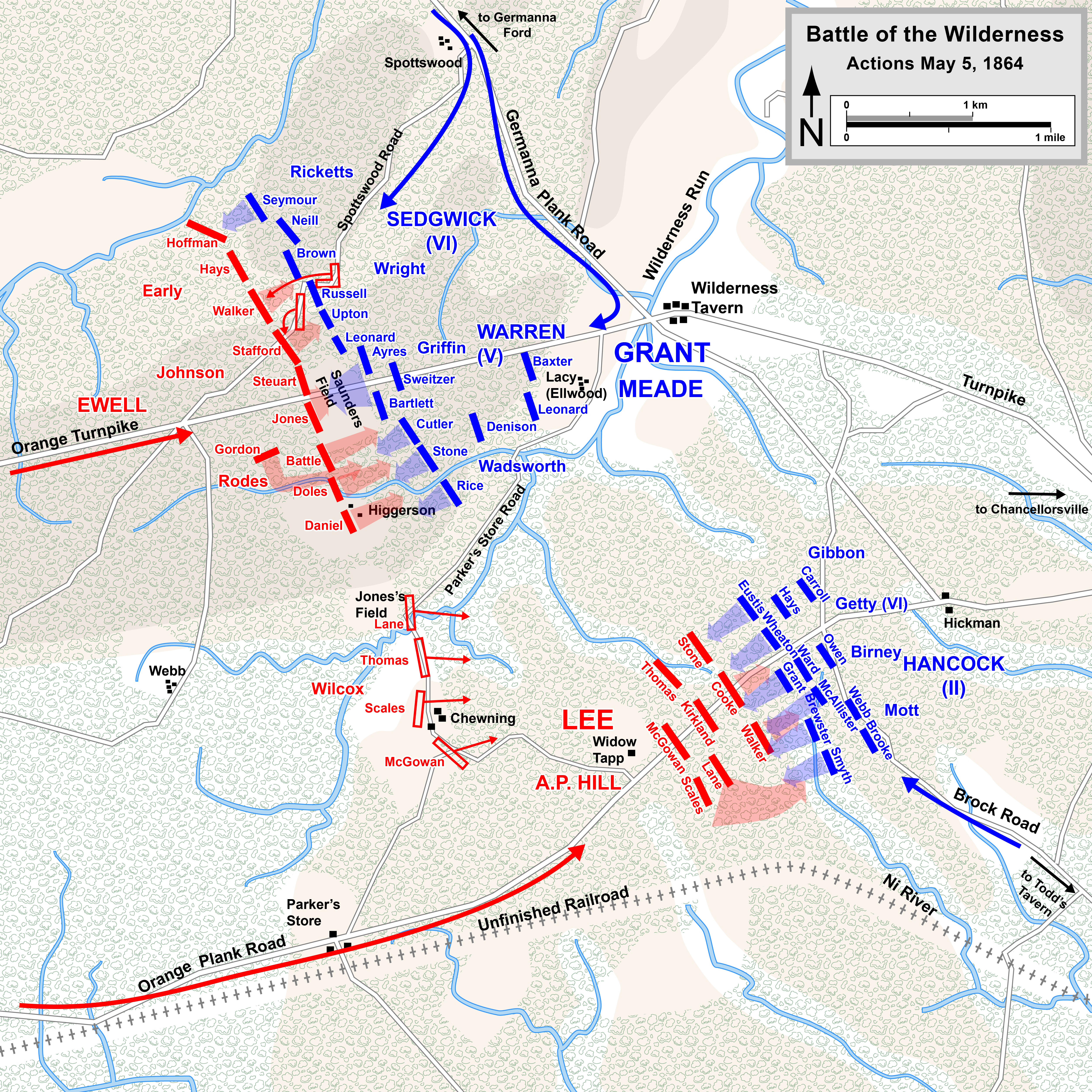
De slag op 5 mei 1864.
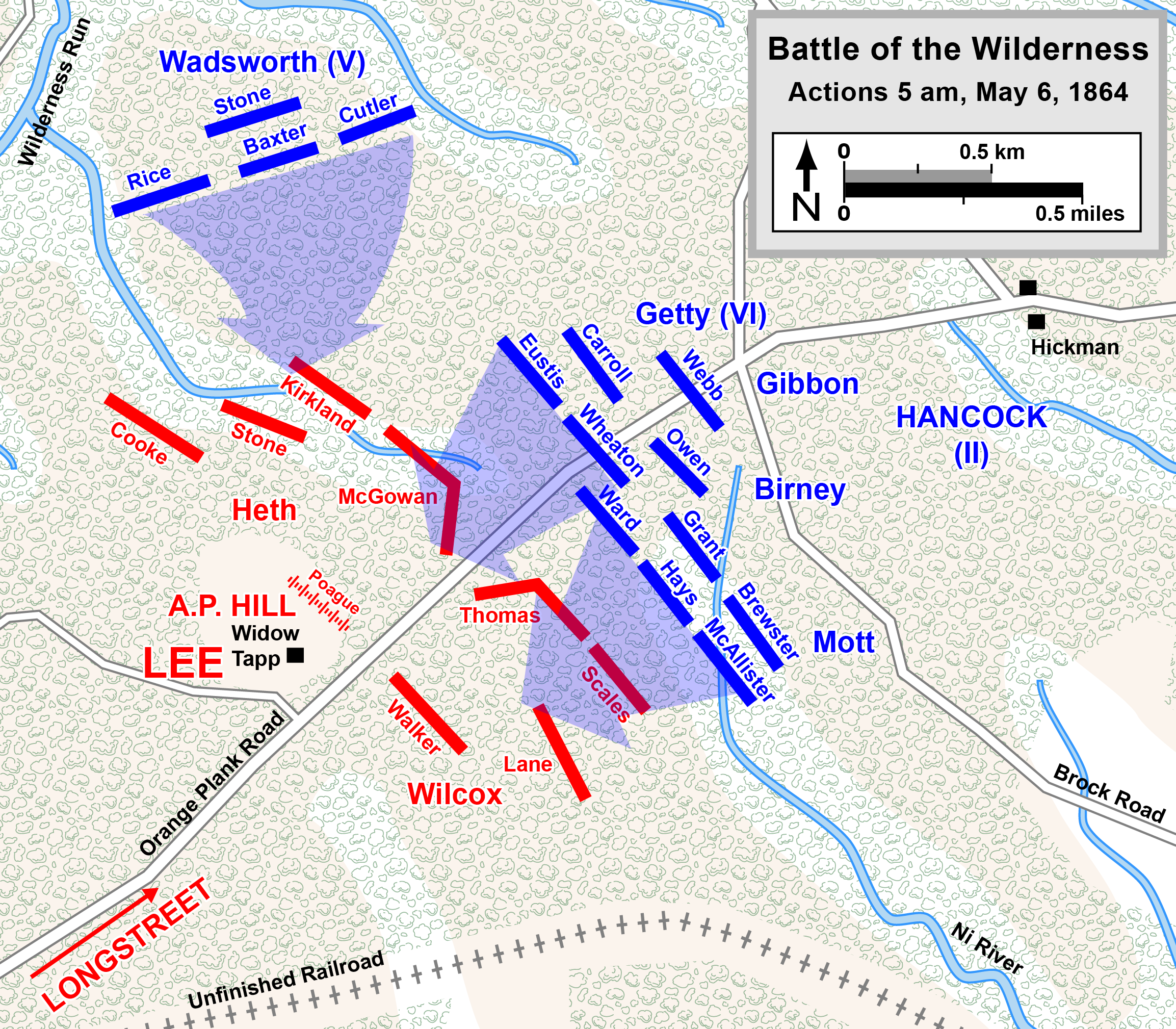
05.00u op 6 mei. Hancock valt Hill aan bij Plank Road.
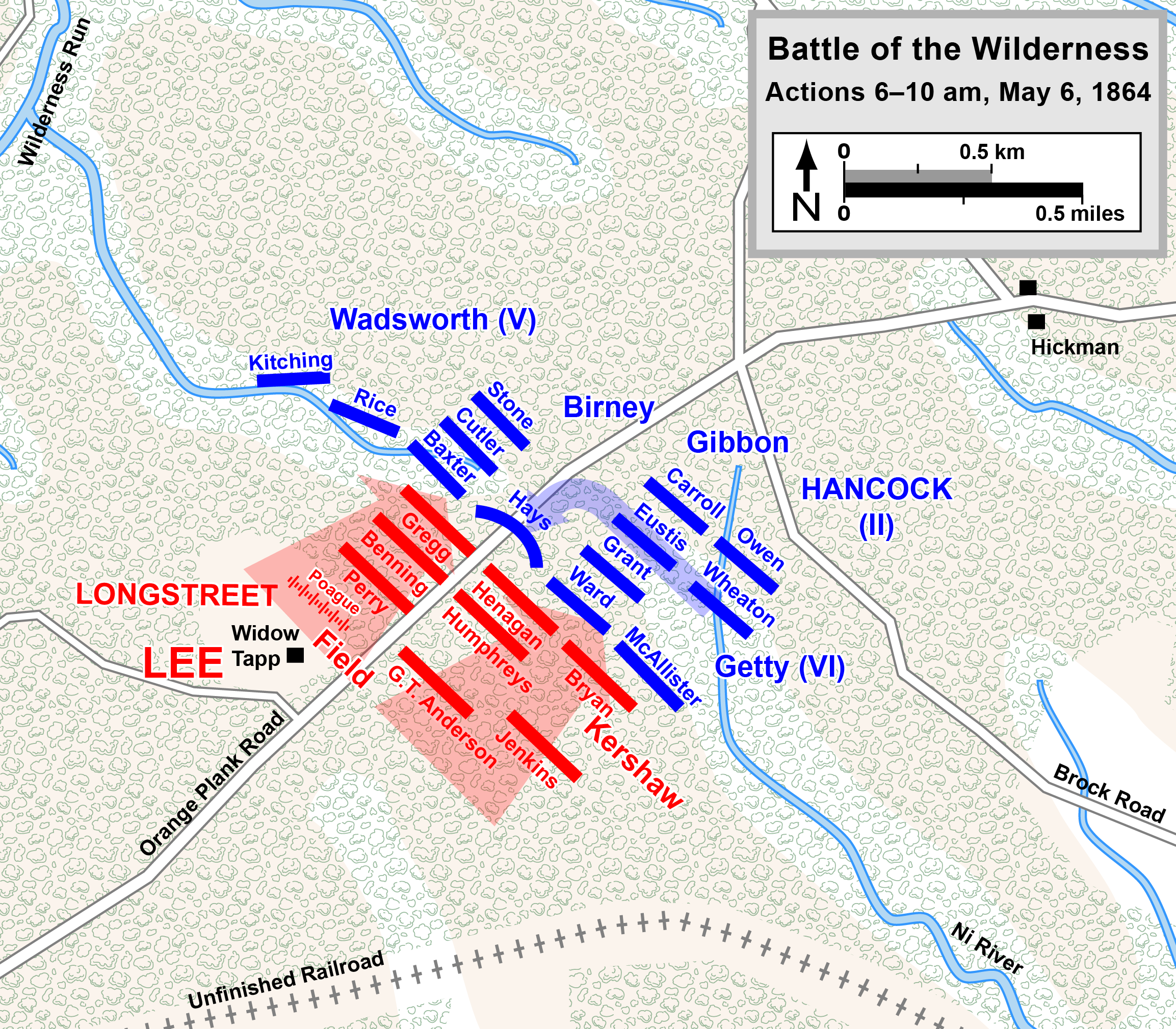
06.00 tot 10.00 op 6 mei. Longstreets tegenaanval
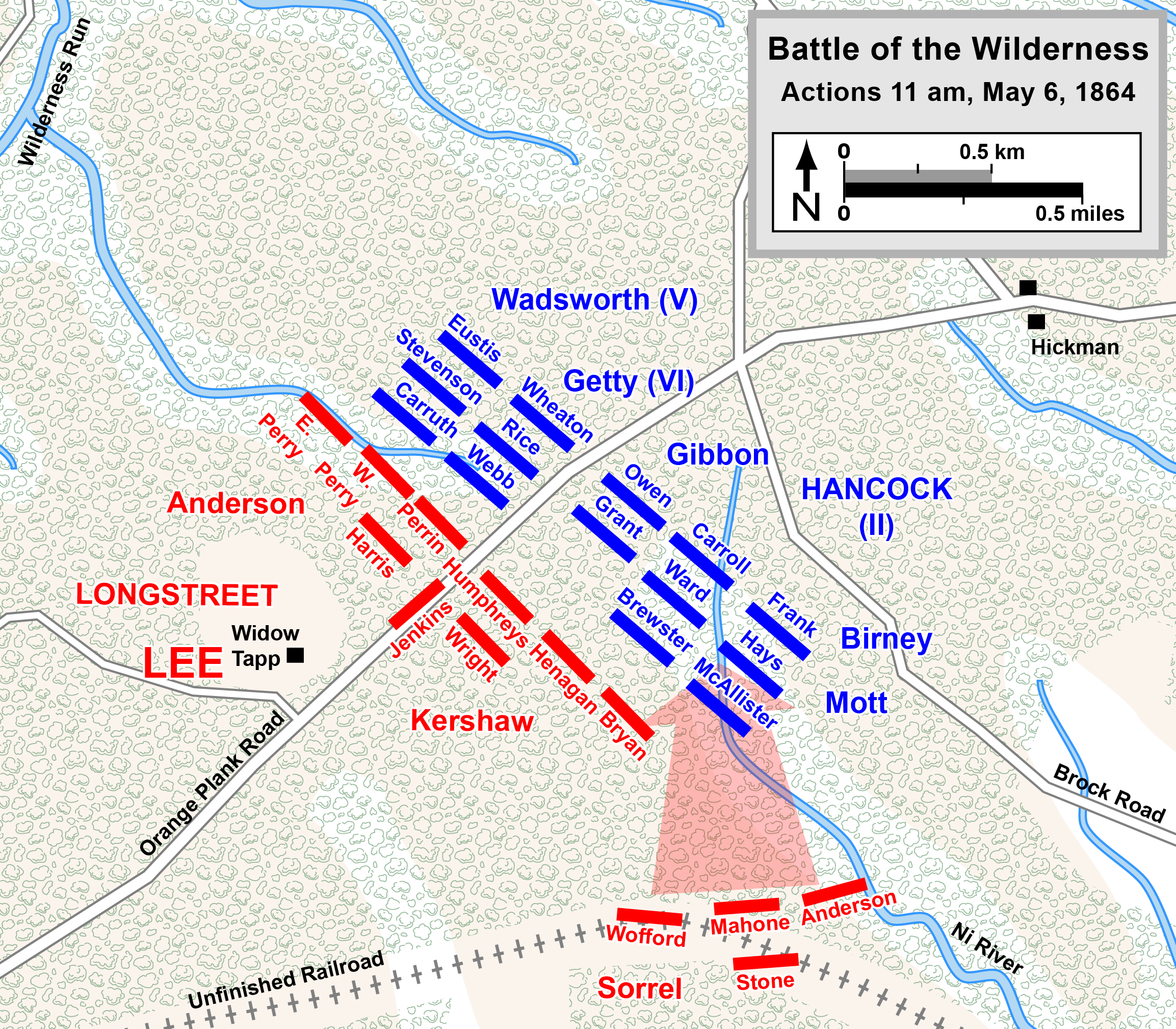
11.00. op 6 mei. Longstreet valt Hancocks flank aan.
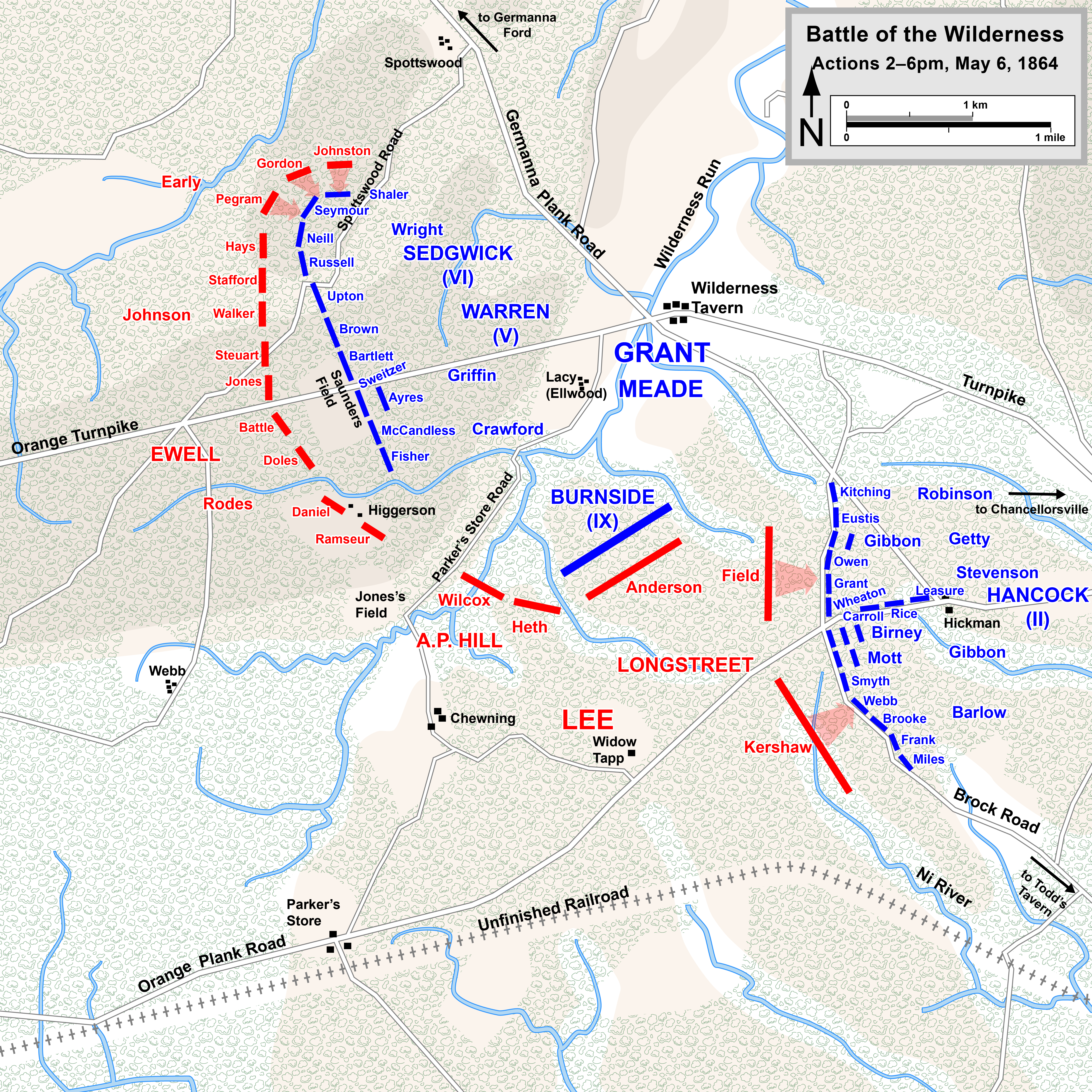
14.00u tot invallen van de duisternis op 6 mei.

Toen Longstreet arriveerde liet hij de divisies van generaal-majoor Charles W. Field en brigadegeneraal Joseph B. Kershaw een tegenaanval uitvoeren. De Noordelijken trokken zich al vechtend enkele honderden meters terug. Rond 10.00u rapporteerde Longstreets hoofdingenieur over een onafgewerkte spoorweg die toegang bood tot de Noordelijke linkerflank. Om 11.00u vielen luitenant-kolonel Moxley Sorrel en brigadegeneraal William Mahone met vier brigades aan. Tegelijkertijd viel Longstreet met zijn hoofdmacht opnieuw aan. Hancocks soldaten werden terug gedreven naar de Brock Road. Longstreet raakte echter gewond waardoor de aanval stokte. Hij was buiten strijd tot in oktober.
Bij de Turnpike werd de strijd ook verdergezet zonder veel resultaat. In de vroege morgen verkende brigadegeneraal John B. Gordon de Noordelijke stellingen. Hij raadde zijn bevelhebber, Jubal Early aan om de vijandelijke linkerflank aan te vallen. Na veel getwijfel werd de aanval pas ’s avonds goedgekeurd en uitgevoerd. Na een goede start werd de aanval bemoeilijkt door de invallende duisternis en dichte begroeiing. Noordelijke versterkingen stopten de aanval helemaal.
In de loop van de ochtend van 7 mei besliste Grant om de aanvallen te staken en zijn leger opnieuw in beweging te krijgen. Door in zuidelijke richting langs de Brock Road op te rukken, hoopte hij het kruispunt bij Spotsylvania Court House te bereiken. Indien hij hierin slaagde zou hij zijn leger tussen Richmond en het leger van Lee manoeuvreren waardoor Lee zou gedwongen zijn slag te leveren in voor de Zuidelijken ongunstige omstandigheden. Grant gaf de orders uit voor een nachtmars op 7 mei om Spotsylvania, 16km in zuidoostelijke richting, in de vroege ochtend van 8 mei te bereiken. Lee zou echter het strategisch belangrijke kruispunt eerder bereiken voordat de eerste Noordelijke troepen in voldoende aantallen arriveerden.

## DeSlag bij Spotsylvania Court House(8 mei–21 mei1864)
In de vroege ochtend van 8 mei versterkten Fitzhugh Lee's cavaleristen een defensieve linie op een lage heuvelrug die ze de bijnaam "Laurel Hill" hadden gegeven. Versterkingen van Andersons divisie arriveerde net toen de eerste Noordelijken van Warrens korps op 100 meter van de Zuidelijke stellingen halt hielden. Warren ging onmiddellijk tot de aanval over omdat hij dacht enkel tegenover cavalerie te staan. Verschillende Noordelijke aanvallen werden bloedig afgeslagen. In de namiddag arriveerde Sedgwick VI Corps bij Laurel Hill en verlengde Warrens slaglinie in oostelijke richting. Om 19.00u voerden beide korpsen een gecoördineerde aanval uit. Door hevig kruisvuur liep de aanval op niets uit. Daarna probeerden ze Andersons rechterflank te flankeren maar botsten tot hun grote verrassing op de divisies van Ewells tweede korps waardoor hun aanval opnieuw werd afgeslagen.
Generaal Meade en Sheridan waren het ondertussen oneens over de slagkracht van de Noordelijke cavalerie door de problemen die ze hadden ondervonden op 7 en 8 mei. Sheridan was overtuigd dat hij Stuart kon verslaan. Meade bracht deze gedachtegang over aan Grant die zei dat Sheridan meestal wist waarover hij sprak. Daarop gaf Meade toe en gaf het bevel aan Sheridan om de vijandelijke cavalerie aan te vallen. Sheridans volledige eenheid (10.000 man sterk) vertrok de volgende dag. Dit zou resulteren op 11 mei in de Slag bij Yellow Tavern waarbij Stuart dodelijk gewond raakte. De Noordelijken bedreigden de buitenwijken van Richmond en zouden niet bij het leger terugkomen voor 24 mei. Grant en Meade zaten zonder cavalerie terwijl de moeilijkste dagen nog moesten komen.

Slag bij Spotsylvania Court House
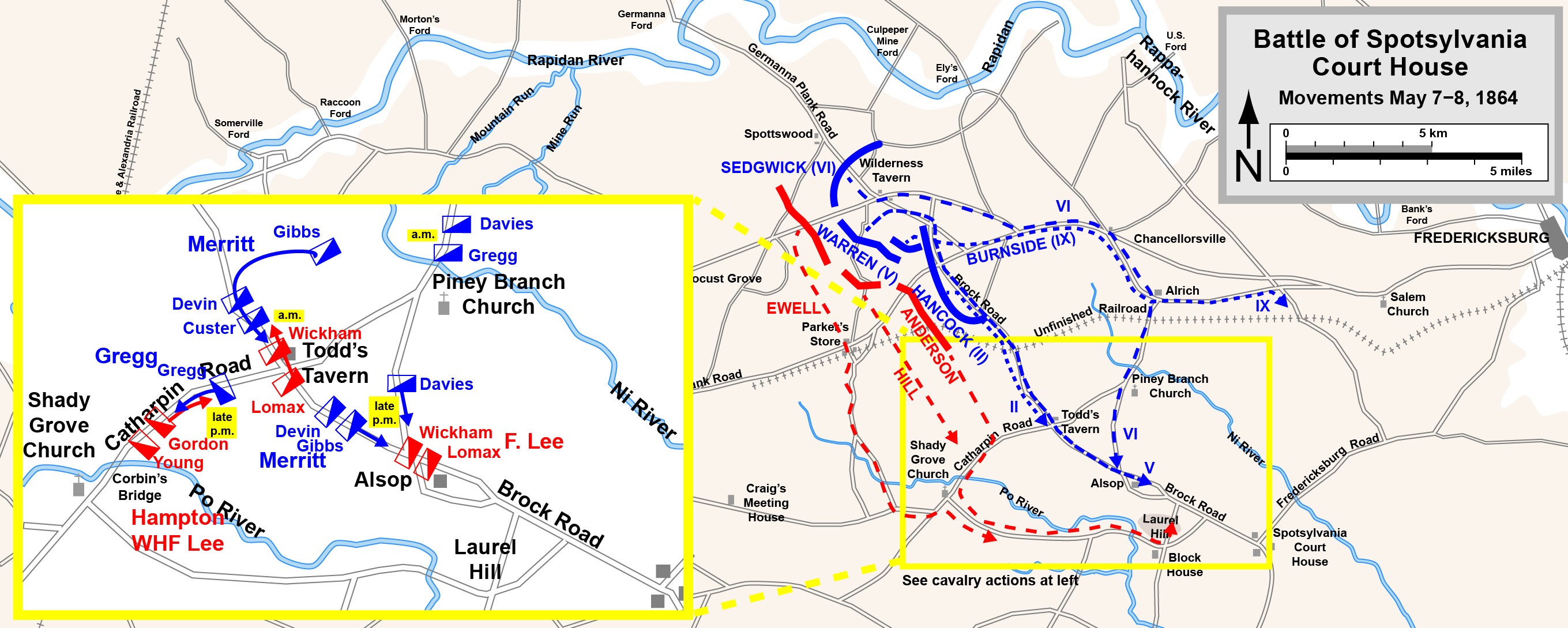
Bewegingen op 7 mei 1864
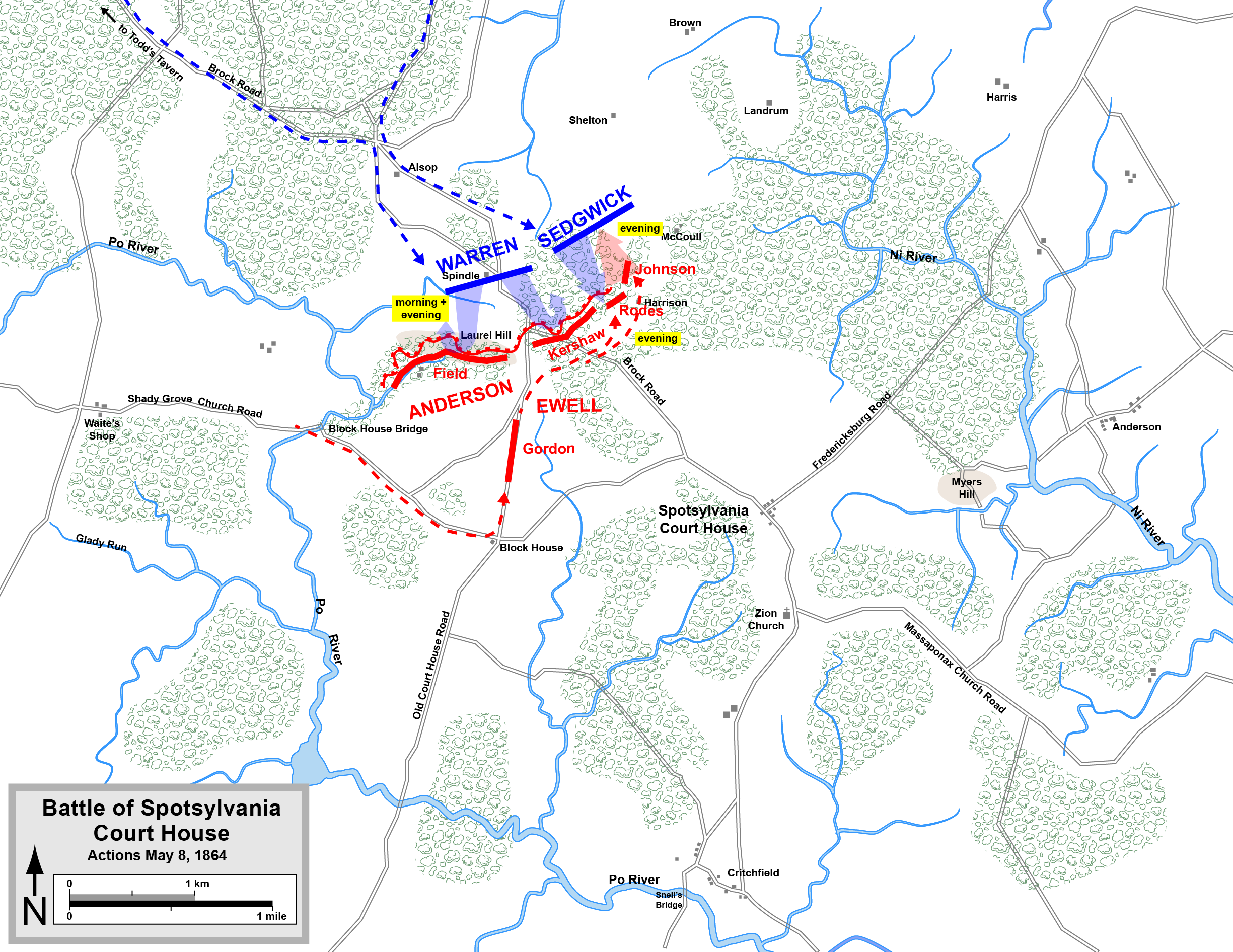
Aanval op Laurel Hill op 8 mei
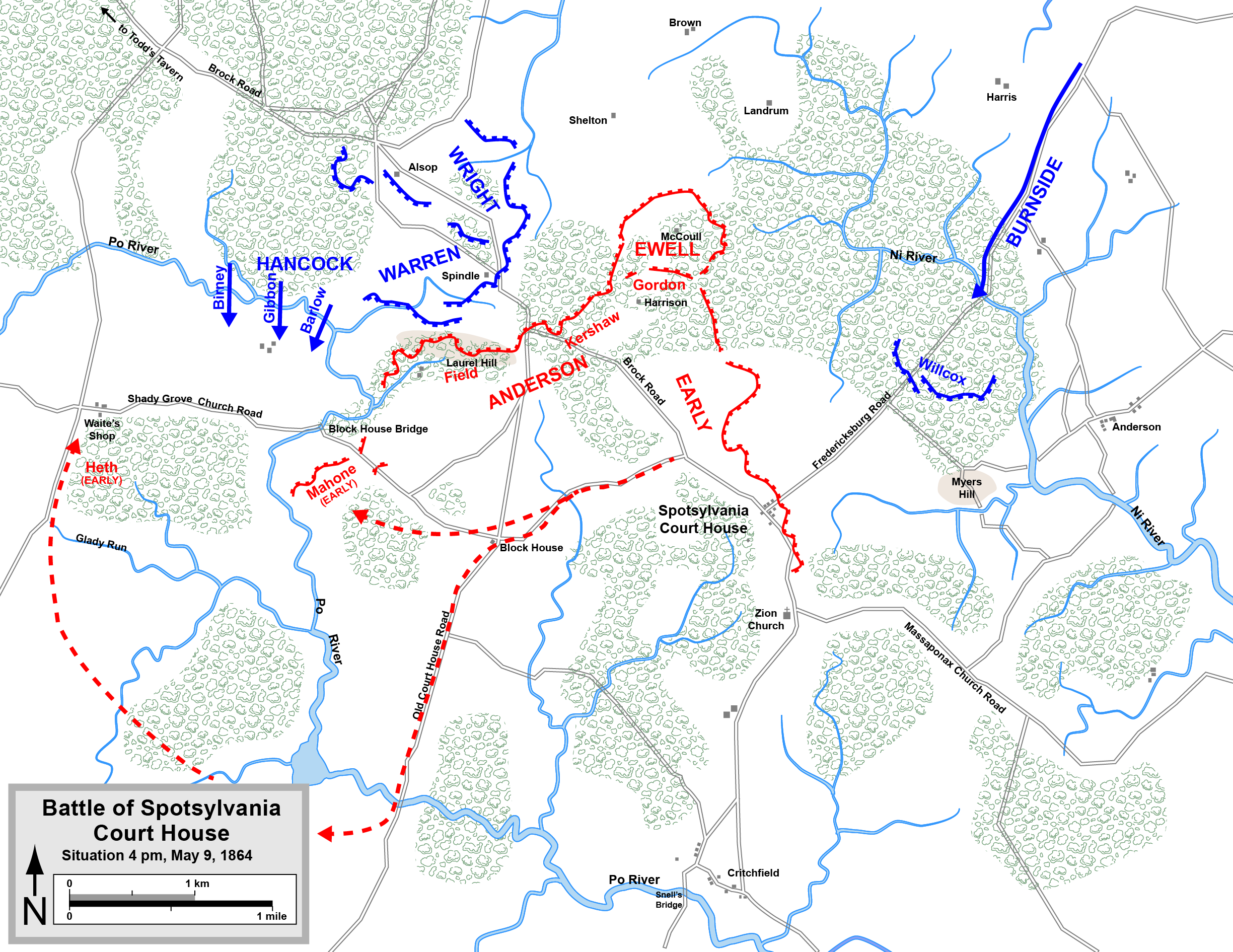
Stellingen en bewegingen van de Noordelijke flanken op 9 mei
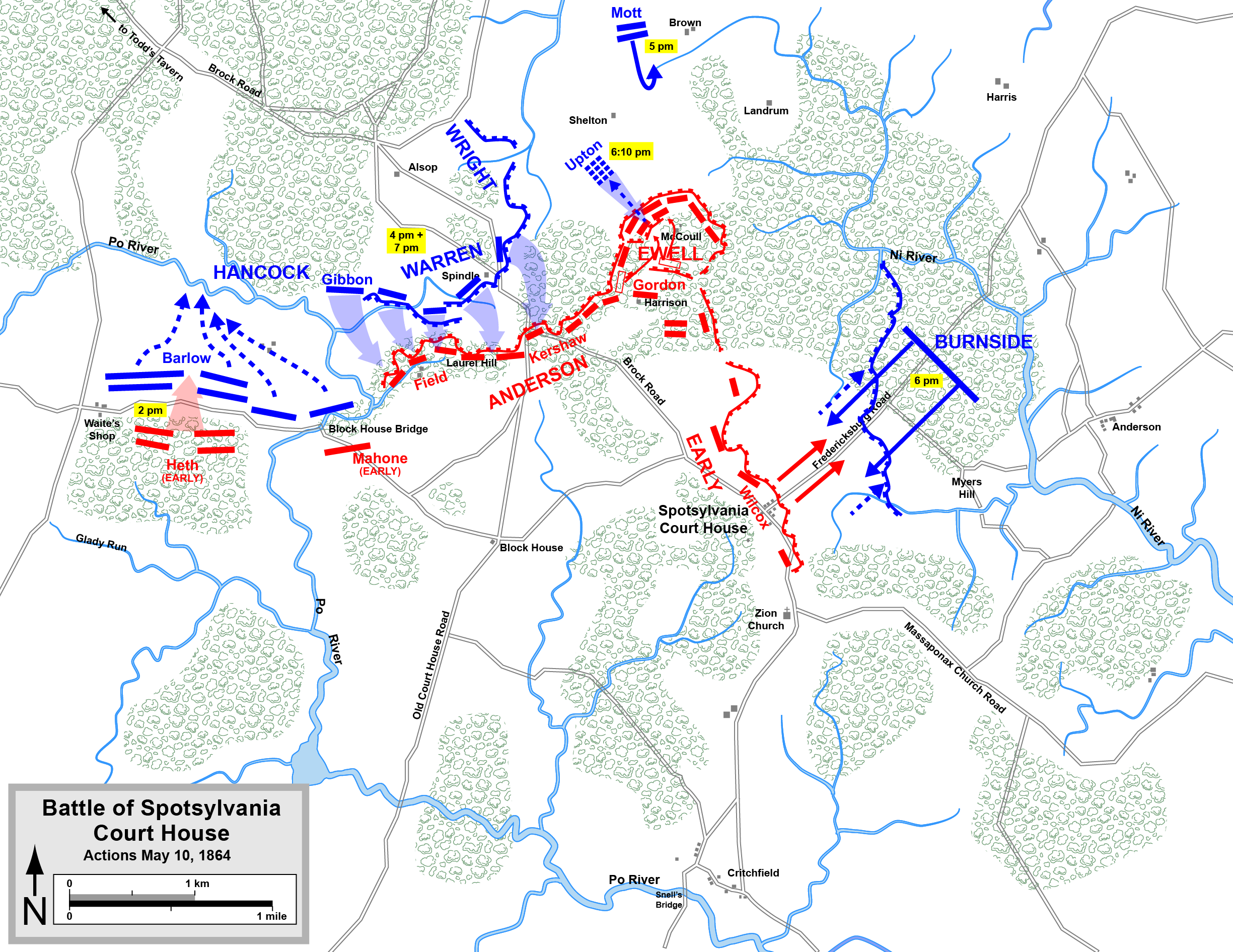
Grants aanval op 10 mei
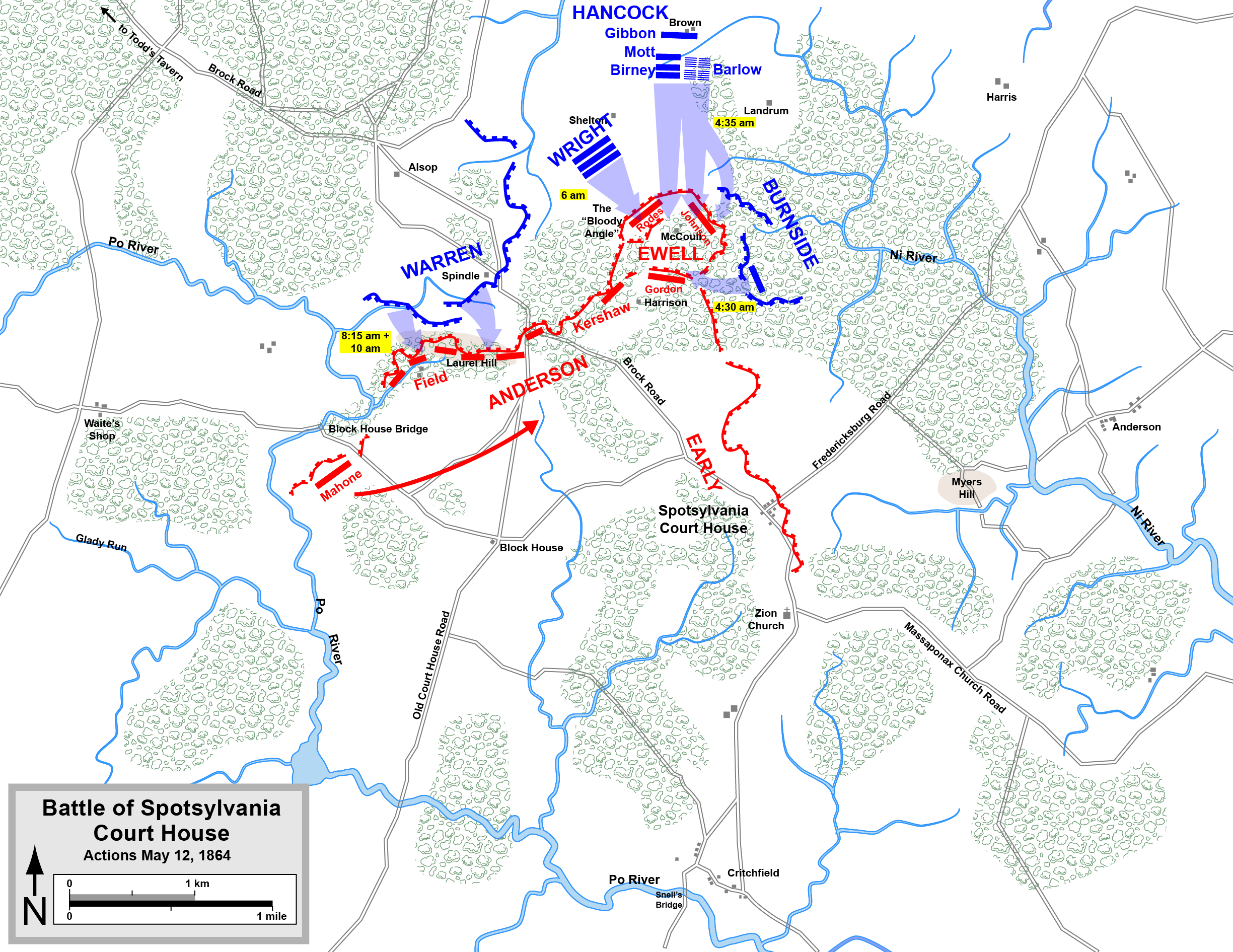
Grants hoofdaanval op 12 mei
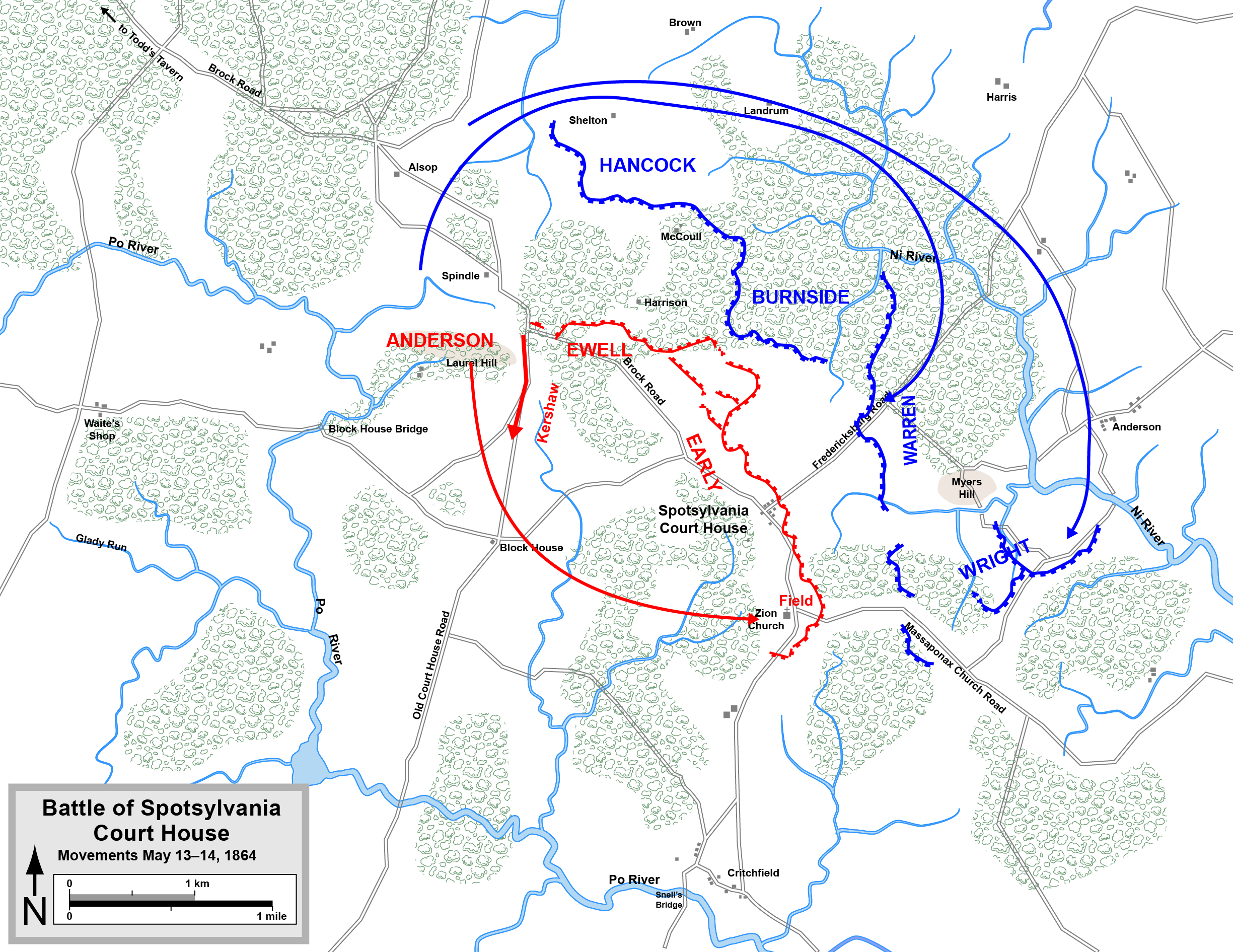
Heroriënteren van de linies tussen 13 en 16 mei
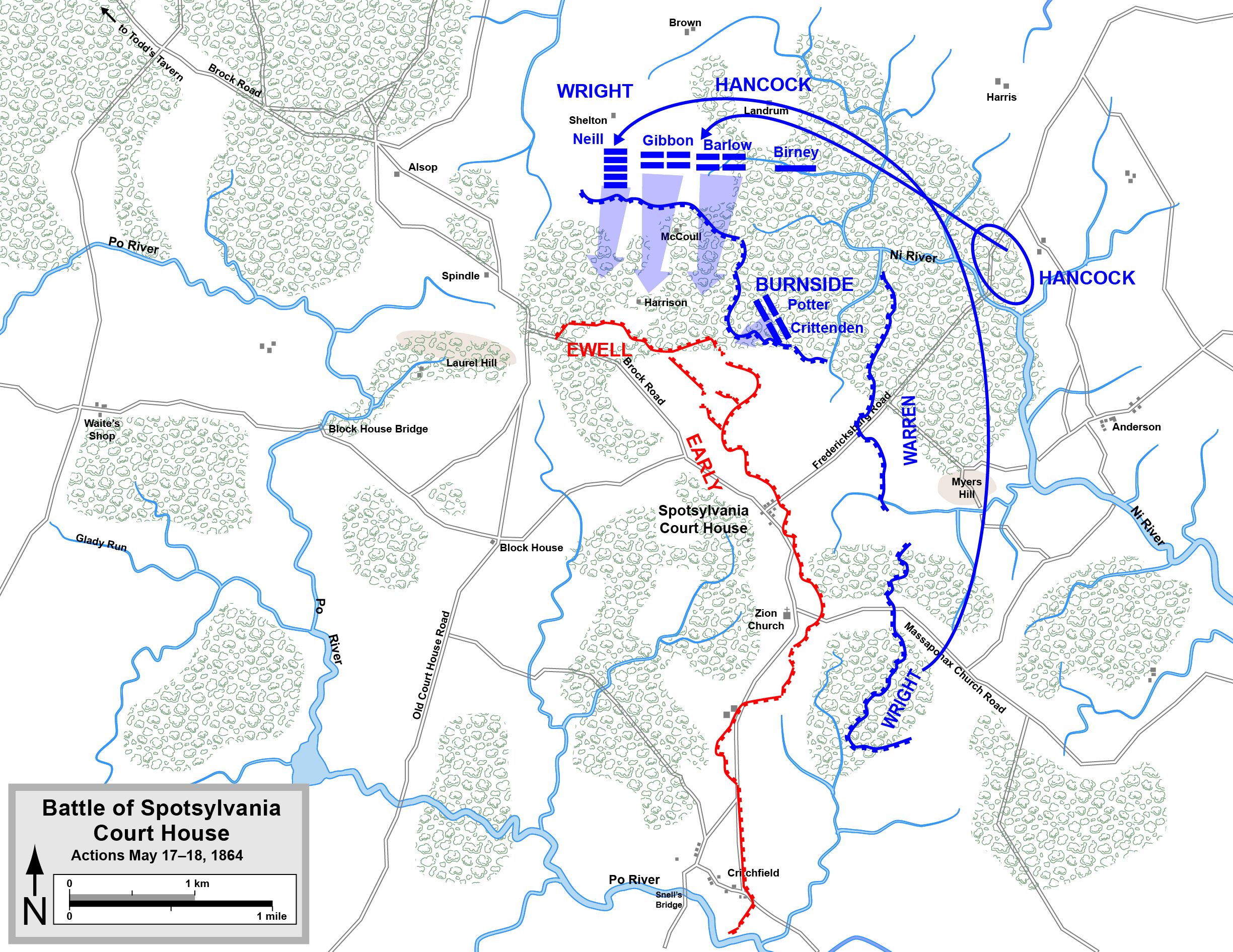
Bewegingen op 17 mei en Noordelijke aanval op 18 mei

Tijdens de nacht van 8 op 9 mei wierpen de Zuidelijken borstweringen op die meer dan 6,5 km lang waren met een vooruitgeschoven positie van 1,6 km voor de linie die de Mule Shoe genoemd werd. Rond 09.00u inspecteerde generaal-majoor John Sedgwick de linie van het VI Corps. Hij werd getroffen door een kogel van een scherpschutter en stierf onmiddellijk. Hij werd vervangen door generaal-majoor Horatio G. Wright.
Grant gaf het bevel aan Hancock om de Mattaponi-rivier over te steken en de Zuidelijke linkerflank aan te vallen om hen in de richting van Burnsides stellingen te drijven. Hancocks II Corps stak de rivier over maar stelde zijn aanval uit tot later in de ochtend. Dit was de doodsteek voor Grants plan. Diezelfde nacht verplaatste Lee twee divisies van Jubal Early’s corps van Spotsylvania Court House naar stellingen tegenover die van Hancock. In de ochtend van 10 mei liet Grant daarom Hancock's eenheden terugtrekken uitgezonderd één divisie. De rest van het leger zou om 17.00u aanvallen. Om 14.00u besliste Jubal Early de eenzame divisie aan te vallen. De divisie kon zich terugtrekken en verbrandde de bruggen achter hun aftocht.
Terwijl Hancock aanmodderde in de Mattaponisector vroeg Warren toestemming aan Meade om Laurel Hill aan te vallen om 16.00u. Deze aanval werd met zware verliezen teruggeslagen. Hierdoor werd Grant gedwongen om de aanval die gepland was voor 17.00u opnieuw uit te stellen tot Warren opnieuw zijn linies had geformeerd. Brigadegeneraal Gershom Mott van het II Corps werd niet ingelicht van dit nieuwe uitstel en rukte om 17.00u op naar de top van Mule Shoe. Toen zijn soldaten het open veld voor de vijandelijke stellingen bereikten, werden ze aan flarden geschoten door de artillerie. De overlevenden trokken zich terug. Om 18.00u leidde kolonel Emory Upton 12 regimenten (ongeveer 5.000 soldaten) naar een geïdentificeerde zwakke plek aan de west zijde van Mule Shoe. Het plan was om zo snel mogelijk naar de vijandelijke borstweringen op te rukken zodat de vijand slechts 1 of 2 maal kon vuren. Het plan kende aanvankelijk succes. Lee en Ewell stuurden onmiddellijk troepen om een tegenaanval in te zetten. Uptons soldaten werden verdreven en trokken zich daarna terug.
Ondanks de vele tegenslagen op 10 mei was Grant toch optimistisch door het onconventionele succes van Upton. Grant ontwierp een plan om dezelfde tactiek toe te passen met het volledige korps van Hancock. Ondertussen ontving Lee inlichtingenrapporten waaruit zou blijken dat Grant zich zou terugtrekken naar Fredericksburg. Indien dit zou plaatsvinden zou Lee onmiddellijk tot de aanval overgaan. Om voldoende artilleriesteun te hebben voor de eventuele aanval liet hij de kanonnen van Edward Johnsons divisie uit de Mule Shoe terugtrekken om ze indien nodig in te zetten. Hij was er zich niet van bewust dat dit net de plaats was waar Grant de aanval zou inzetten. Johnson verzocht Ewell om zijn artillerie terug te krijgen. Deze order zou de artillerie pas bereiken om 03.30u op 12 mei, ongeveer een half uur voordat Hancock de aanval zou openen.
Hancocks aanval ging van start om 04.35u op 12 mei. De aanval brak met gemak door de Zuidelijke stellingen. Het grootste deel van Mule Shoe werd onder de voet gelopen. Deze aanval had wel één groot probleem. Niemand had erover nagedacht om een eventueel succes verder uit te buiten. De 15.000 soldaten van Hancock waren samengepakt op een oppervlakte van ongeveer 750 meter breed en enkele tientallen meters diep. De interne cohesie binnen het II Corps ging al snel verloren. De Zuidelijken stuurden snel versterkingen om de Noordelijke aanval tegen te gaan.
Terwijl het momentum uit Hancocks aanval verdween, stuurde Grant versterkingen. Wright en Warren werden naar voor gestuurd. De divisie van brigadegeneraal Thomas H. Neill, deel van het VI Corps, rukte op naar het westelijk uiteinde van de Mule Shoe waarna hij in zuidelijke richting afboog. Dit deel van het slagveld zou later Bloody Angle genoemd worden. Het begon bovendien hevig te regenen waardoor de soldaten in de glibberige en bloeddoorlopen modder vochten. Rond 08.15u viel Warren opnieuw Laurel Hill aan. Verschillende van deze eenheden vielen hetzelfde doel al voor de vierde of vijfde keer aan en vochten daarom met weinig enthousiasme. Ook deze aanval werd afgeslagen. Burnside rukte op naar het oostelijk uiteinde van de Mule Shoe wat de doorbraak van Hancock substantieel hielp. Om 14.00u gaven Grant en Lee onafhankelijk van elkaar het bevel om dezelfde sector rond Mule Shoe aan te vallen. De opmars van brigadegeneraal Orlando B. Willcox’ divisie werd hierdoor in flank aangevallen door de Zuidelijke brigade van brigadegeneraal James H. Lane.
Tijdens de namiddag werkten de Zuidelijke genisten aan een nieuwe defensieve linie vijfhonderd meter achter Mule Shoe terwijl de gevechten bij Bloody Angle in alle hevigheid woedden. Om 04.00u op 13 mei kregen de uitgeputte Zuidelijke infanteristen het verlossend bericht dat de nieuwe defensieve linie klaar was. Ze trokken zich per eenheid terug. De intensiteit van de gevechten die de voorbije 24 uur plaats hadden gevonden, was met niets tijdens het conflict te vergelijken. Op 12 mei verloren de Noordelijken 9.000 soldaten en de Zuidelijken 8.000 soldaten waaronder 3.000 krijgsgevangenen.
Ondanks de zware verliezen van 12 mei bleef Grant vastbesloten. Hij besliste om zijn linies te herpositioneren en het zwaartepunt van de aanval ten oosten van Spotsylvania te verleggen. Het V en VI Corps werden achter het II Corps opgesteld en op de linkerflank van het IX Corps. Tijdens de nacht van 13 op 14 mei begon het korps een moeilijke mars in zware regenval. Grant stuurde een bericht naar Washington waarin stond dat na vijf dagen van zware gevechten in zware regenval het leger 24 uur droog weer nodig had om opnieuw over te gaan tot het offensief. Op 17 mei klaarde het weer op. Grant gaf het bevel aan het II en VI Corps om de Mule Shoe-regio aan te vallen op 18 mei bij zonsopgang. Wat Grant niet wist, was dat de Zuidelijke borstweringen opnieuw versterkt waren door eenheden van Ewells tweede korps. Nu waren de Zuidelijken paraat. Toen Hancocks soldaten oprukten werden ze onderworpen aan moordend artillerievuur. Ook Wright en Burnside slaagden niet in hun poging.
Grant evacueerde nu het gebied rond Spotsylvania. Hancocks II Corps marcheerde naar de spoorweg tussen Fredericksburg en Richmond om daarna in zuidelijke richting af te buigen. Met ietwat geluk zou Lee dit geïsoleerde korps volgen en proberen aan te vallen. Indien dit het geval zou zijn, zou Grant met zijn andere korpsen Lee aanvallen vooraleer de Zuidelijken zich opnieuw zouden ingraven. Voor Hancock aan zijn mars begon, stuurde Ewell een verkenningspatrouille uit om in opdracht van Lee de locatie van de noordelijke flank van het vijandelijk leger te vinden. Ewell vocht bij Harris farm met enkele eenheden van de Noordelijke infanterie die tot voor kort nog deel uitmaakten van de zware artillerie rond Washington. Daarna werd Ewell terug geroepen door Lee. Door deze strijd werd de mars van Hancock uitgesteld. De mars begon pas in de nacht van 20 op 21 mei. Lee zou niet in Grants val trappen door Hancock aan te vallen. Hij nam een parallelle route via de North Anna-rivier.

## DeSlag bij Yellow Tavern(11 mei1864)

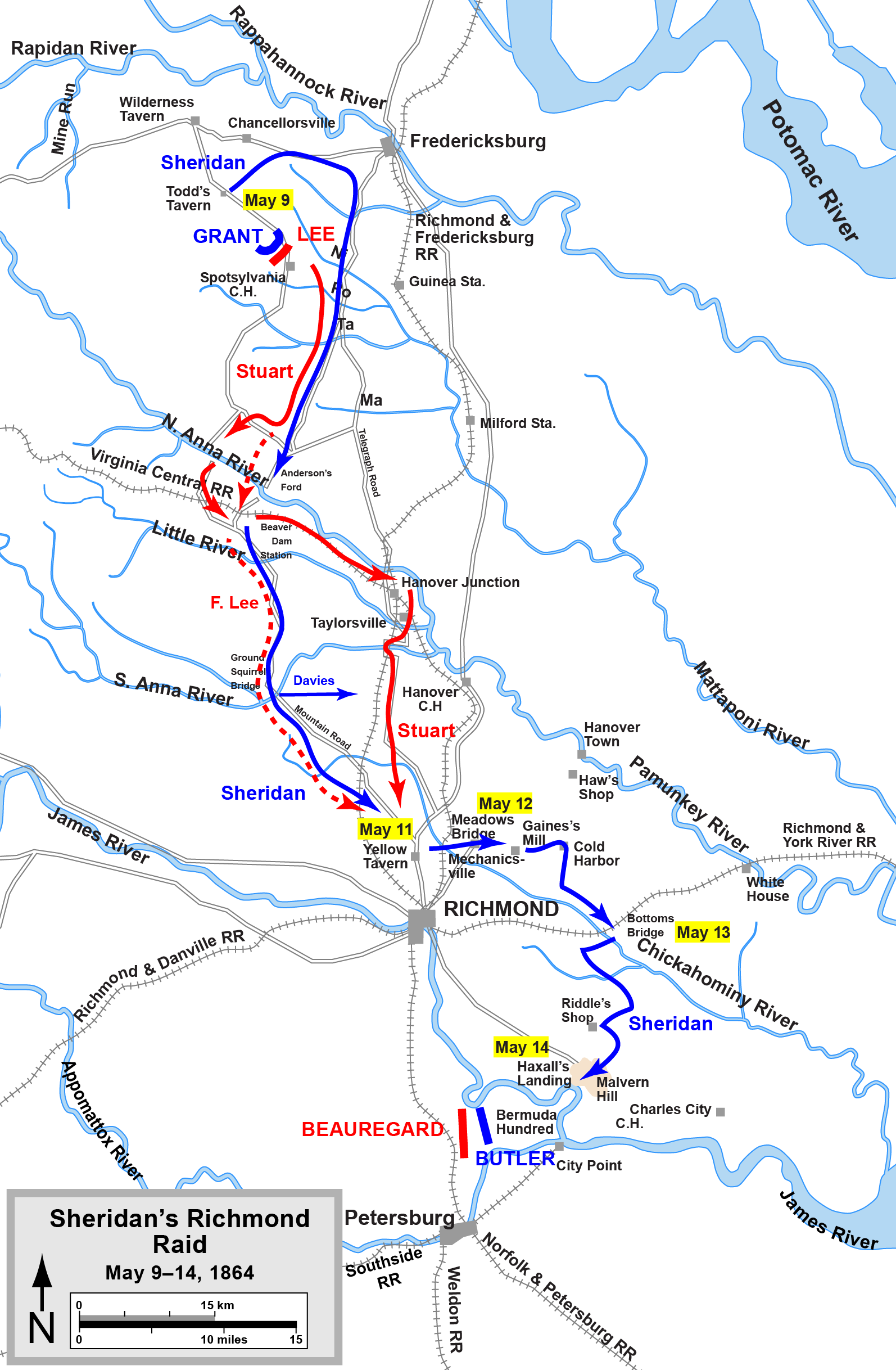
Sheridans Raid rond Richmond met de veldslagen bij Yellow Tavern en Meadow Bridge

In de eerste dagen van de veldtocht, in de Wildernis en bij Spotsylvania, zette Meade de Noordelijke cavalerie op traditionele manier in, met andere woorden: als verkenningstroepen en om de eigen bewegingen af te schermen van al te nieuwsgierig vijanden. Sheridan, bevelhebber van de cavalerie, had de inzet van zijn strijdmacht graag anders gezien. Hij wilde zijn korps als een onafhankelijke en offensieve strijdmacht inzetten om bijvoorbeeld diepe raids uit te voeren in vijandelijk gebied. Op 8 mei zei Sheridan tegen Meade dat hij als onafhankelijk korps de Zuidelijke cavalerie van "Jeb" Stuart kon verslaan. Na enige scepsis van Meade en interesse van Grant kreeg Sheridan de toestemming om de aanval in te zetten.
Op 9 mei vertrokken 10.000 cavaleristen en 32 kanonnen in zuidoostelijke richting om achter de linies van Lees leger te rijden. De colonne, die soms 21 km lang kon zijn, bereikte diezelfde avond het Zuidelijke depot bij Beaver Dam Station. Sheridans soldaten vernietigden verschillende wagons, zes locomotieven, de telegraaflijnen en bevrijden 400 Noordelijke soldaten die gevangen waren genomen in de Wildernis.
Stuart verplaatste zijn 4.500 soldaten om tussen Sheridan en Richmond te geraken. De twee strijdmachten ontmoeten elkaar rond de middag op 11 mei bij Yellow Tavern op ongeveer 10 km ten noorden van Richmond. Naast de numerieke meerderheid van drie divisies tegenover twee brigades, beschikten de Noordelijken ook over superieure vuurkracht. De Zuidelijken boden hevige weerstand gedurende drie uur. Een tegenaanval van de 1st Virginia Cavalry duwde de Noordelijken een stuk terug terwijl Stuart zijn soldaten aanmoedigde. Toen de 5th Michigan Cavalry terugtrok langs Stuart, werd hij geraakt. Hij stierf de volgende dag in Richmond. De gevechten duurden nog een uur nadat Stuart gewond raakte. Generaal-majoor Fitzhugh Lee nam het bevel op zich.

## DeSlag bij Meadow Bridge(12 mei1864)
Na de slag bij Yellow Tavern op 11 mei leidde Sheridan zijn troepen in zuidelijke richting naar Richmond waarbij hij met enige voorzichtigheid door de grotendeels verlaten verdedigingswerken reed. Hij rukte verder op langs Brook Pike toen hij op 4 km van zijn doel op Zuidelijke eenheden stootte. Zijn linkerflank lag langs de gezwollen Chickahominy-rivier terwijl Zuidelijke cavalerie zijn achterhoede bedreigde.
Sheridan besliste hierop om via Meadow Bridge een oversteek te forceren. Daar lag een brug van de Virginia Central Railroad. Hij gaf de opdracht aan de brigade van brigadegeneraal George A. Custer, deel van brigadegeneraal Wesley Merrits divisie, om de brug over te steken en het hoger gelegen terrein op de andere oever te bezetten. De rest van Sheridans eenheden zouden de Zuidelijken bezighouden tot Custer zijn orders uitgevoerd had. De achterhoede onder leiding van brigadegeneraal David McM. Gregg werd aangevallen vanuit drie richtingen. De Zuidelijken, samen met snel opgetrommelde burgers van Richmond, probeerden door de Noordelijke achterhoede te breken. Door moordend vuur en het keren van een flank van de Zuidelijke aanvallers werd de aanval tegengehouden. Noordelijke bereden artillerie rekende af met de Zuidelijke infanterie.
Ondertussen zette Custer scherpschutters in om het Zuidelijke geweervuur tot een minimum te beperken terwijl afgestegen cavaleristen de beschadigde spoorwegbrug probeerden over te steken. Ook het 6th Michigan kon de brug oversteken waarna ze met succes de andere oever veroverden. Custers soldaten veroverden eveneens twee vijandelijke kanonnen. De genie werkte ondertussen snel door om de brug te repareren zodat de rest van Sheridans korps de andere oever kon bereiken. In de loop van de namiddag was Merrits divisie de brug overgestoken en vielen ze de Zuidelijke borstweringen op de Richmond Heights aan. Tegen 16.00u was het volledige korps van Sheridan de rivier over.
Na de overtocht werd de brug vernietigd. Na een korte rustperiode verjoeg Sheridan de overgebleven Zuidelijke troepen in het gebied en rukte op naar Mechanicsville. Ze overnachtten bij Gaines’s Mill en trokken verder naar Bottom’s Bridge. Deze was beschadigd. De brug werd hersteld en de volgende dag werd de tocht verder gezet. Sheridans soldaten ondervonden steeds meer problemen met foeragering. Het werd de hoogste tijd dat ze opnieuw de eigen linies bereikten. Op 14 mei leidde hij zijn soldaten naar Haxalls landing langs de James-rivier, waar ze opnieuw aansluiting vonden met de eenheden van generaal-majoor Benjamin Butler. Nadat zijn troepen de nodige rust en uitrusting hadden ontvangen, trok hij door naar Grant bij Chesterfield Station op 24 mei.
Sheridans raid kan als een tactisch succes beschouwd worden. J.E.B. Stuart had de dood gevonden bij Yellow Tavern en Fitzhugh Lee was verslagen bij Meadow Bridge en dit alles met relatief weinig slachtoffers. De Noordelijken hadden 625 slachtoffers tegenover 800 Zuidelijken. Vanuit strategisch oogpunt was de raid minder succesvol. Grant had gedurende de raid geen cavaleriesteun voor verkenningen of bescherming. Iets dat misschien de weegschaal in Noordelijke richting zou hebben doen kantelen bij Spotsylvania en North Anna.

## DeSlag bij North Anna(23 meitot26 mei1864)
Terwijl de legers vanuit Spotsylvania hun manoeuvres uitvoerden om de overhand te krijgen, waren de kansen voor beide partijen gelijker verdeeld. Sinds het begin van de veldtocht had Grant soldaten verloren door de gevechten, ziekte en soldaten waarvan hun diensttijd erop zat. Hij beschikte nu over ongeveer 68.000 soldaten. Lee had nog 53.000 soldaten tot zijn beschikking. Lee ontving ook versterkingen waaronder drie van de vier brigades van generaal-majoor George E. Picketts divisie (ongeveer 6.000 man) en twee brigades van generaal-majoor John C. Breckinridge eenheden.
Na Spotsylvania was de North Anna River het volgend doel van Grant. Deze rivier lag 40 km zuidelijker. Net over de rivier lag een belangrijk spoorwegenknooppunt, namelijk Hanover Junction. Grant ging ervan uit dat Lee hem te snel af zou zijn indien hij rechtstreeks zou oprukken naar de rivier. Daarom probeerde Grant iets anders. Hij stuurde Hancocks II Corps in zuidoostelijke richting naar Milford Station. Grant hoopte dat Lee dit geïsoleerde korps zou aanvallen. Indien Lee zou aanvallen kon Grant snel te hulp komen met zijn drie andere korpsen. Indien Lee niet in de val zou trappen, bereikte het II Corps als vooruitgeschoven voorhoede misschien als eerste de rivier.
In de nacht van 20 op 21 mei vertrok Hancocks 20.000 man sterke korps in zuidoostelijke richting. Op 21 mei botste Hancock bij Milford Station onverwachts op eenheden van Pickett. Hieruit maakte hij op dat Lee versterking had gekregen. Hancock besloot om zijn opmars te stoppen. Ondertussen had Lee geen idee wat de bedoelingen van Grant waren. Daarom wilde hij niet te snel zijn linies bij Spotsylvania verlaten. Hij verlengde de slaglinie van Ewells korps naar de Telegraph Road. Hij stuurde een bericht naar Breckinridge, die op weg was naar Lee, om te stoppen bij Hanover Junction en de North Anna River te verdedigen tot Lee en de rest van zijn leger arriveerden. Ondertussen was ook Grant vertrokken met de rest van zijn korpsen. Lee gaf het bevel aan Ewell om in zuidelijke richting langs de Telegraph Road te marcheren. Hij werd gevolgd door Andersons korps en A.P. Hills korps die op een nabijgelegen weg oprukten. Lee's orders waren niet dringend. Hij wist dat Ewell 40 km moest marcheren langs goede wegen, terwijl Hancock meer dan 50 km langs slechtere wegen moest afleggen.

Slag bij North Anna
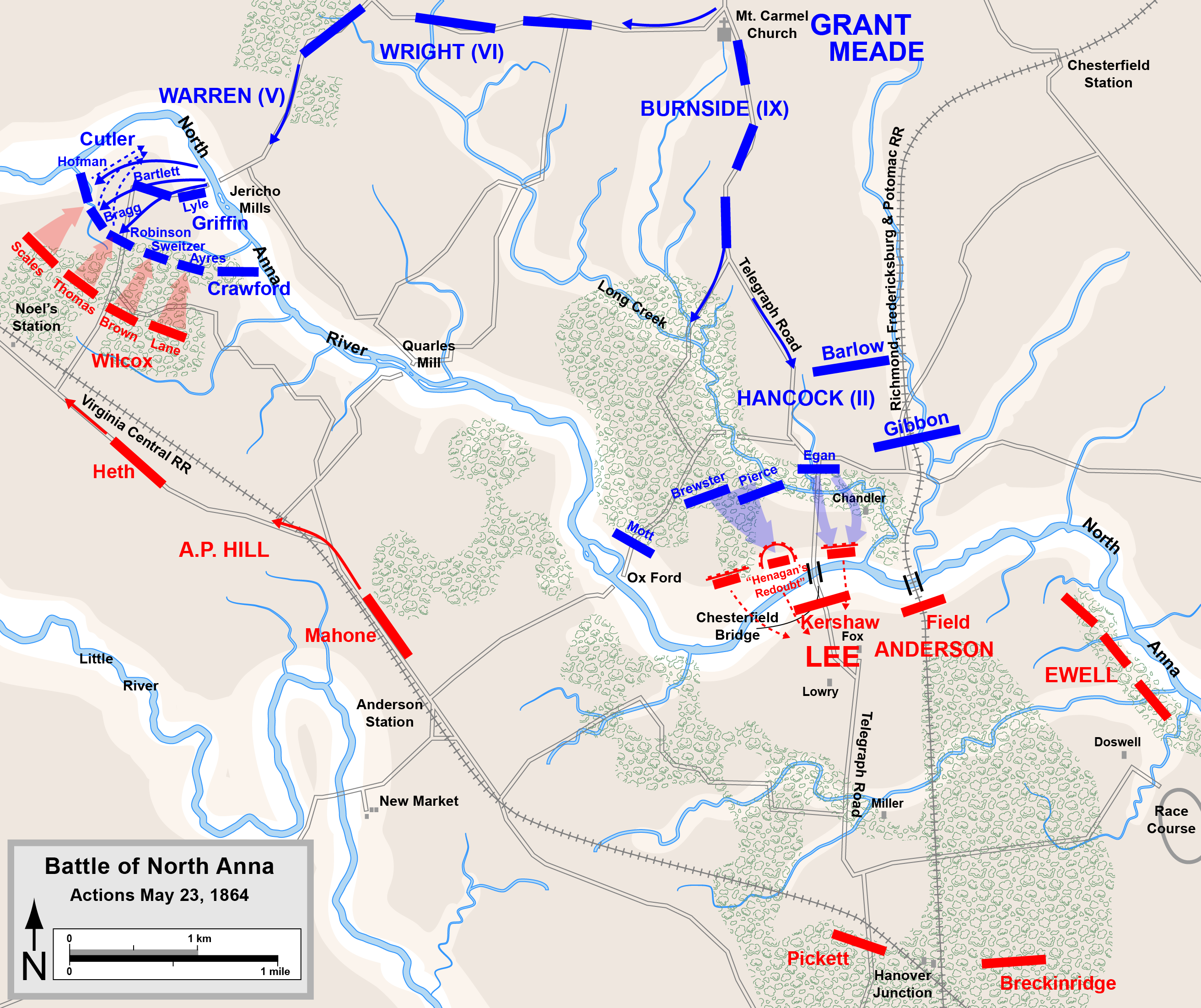
Manoeuvres op 23 mei: Hancock valt "Henagan's Redoubt" aan, A.P. Hill slaat de aanvallen van Warren af
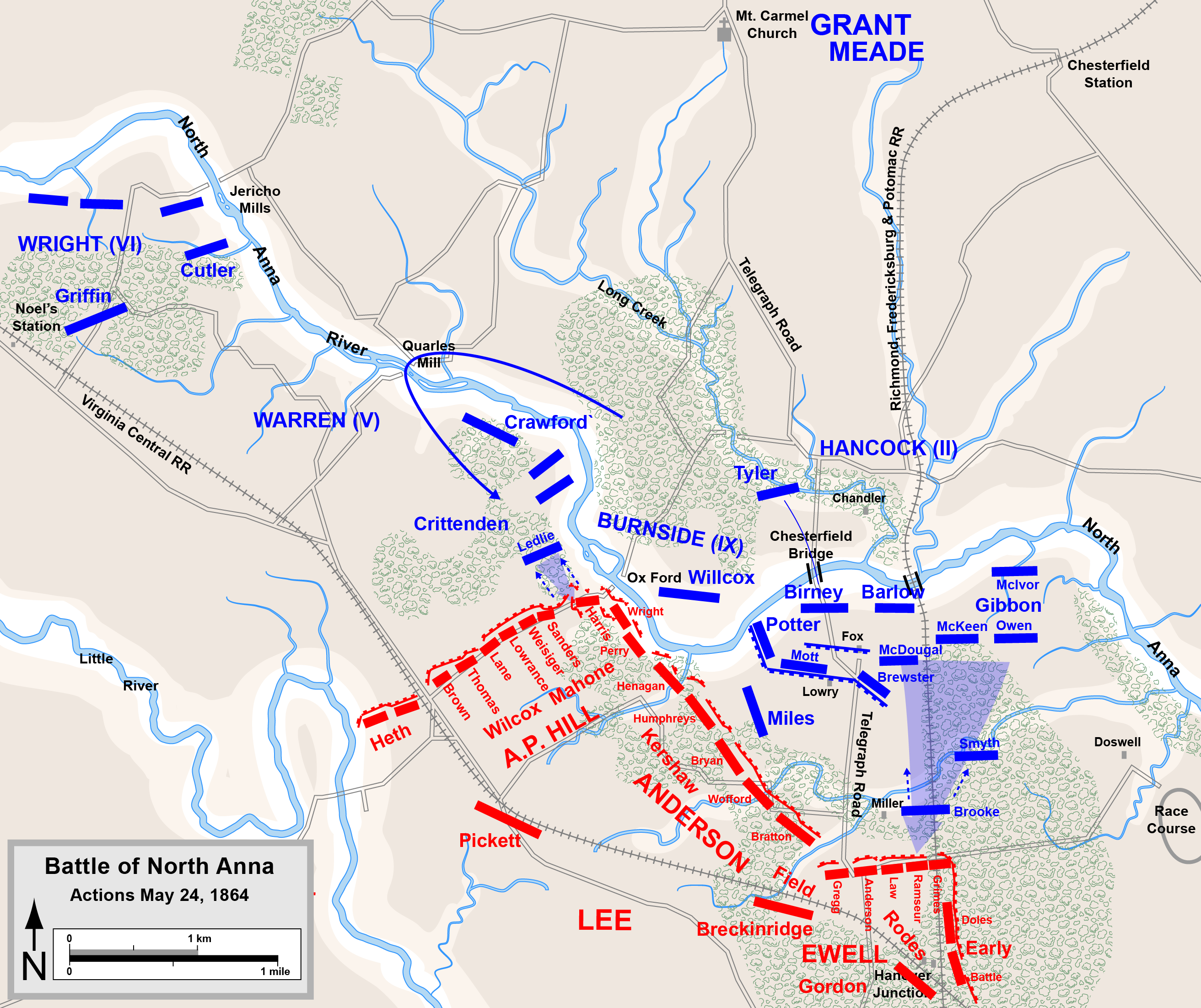
Manoeuvres op 24 mei: Ledlie valt aan, Hancock probeert op te rukken naar een been van de omgekeerde "V"
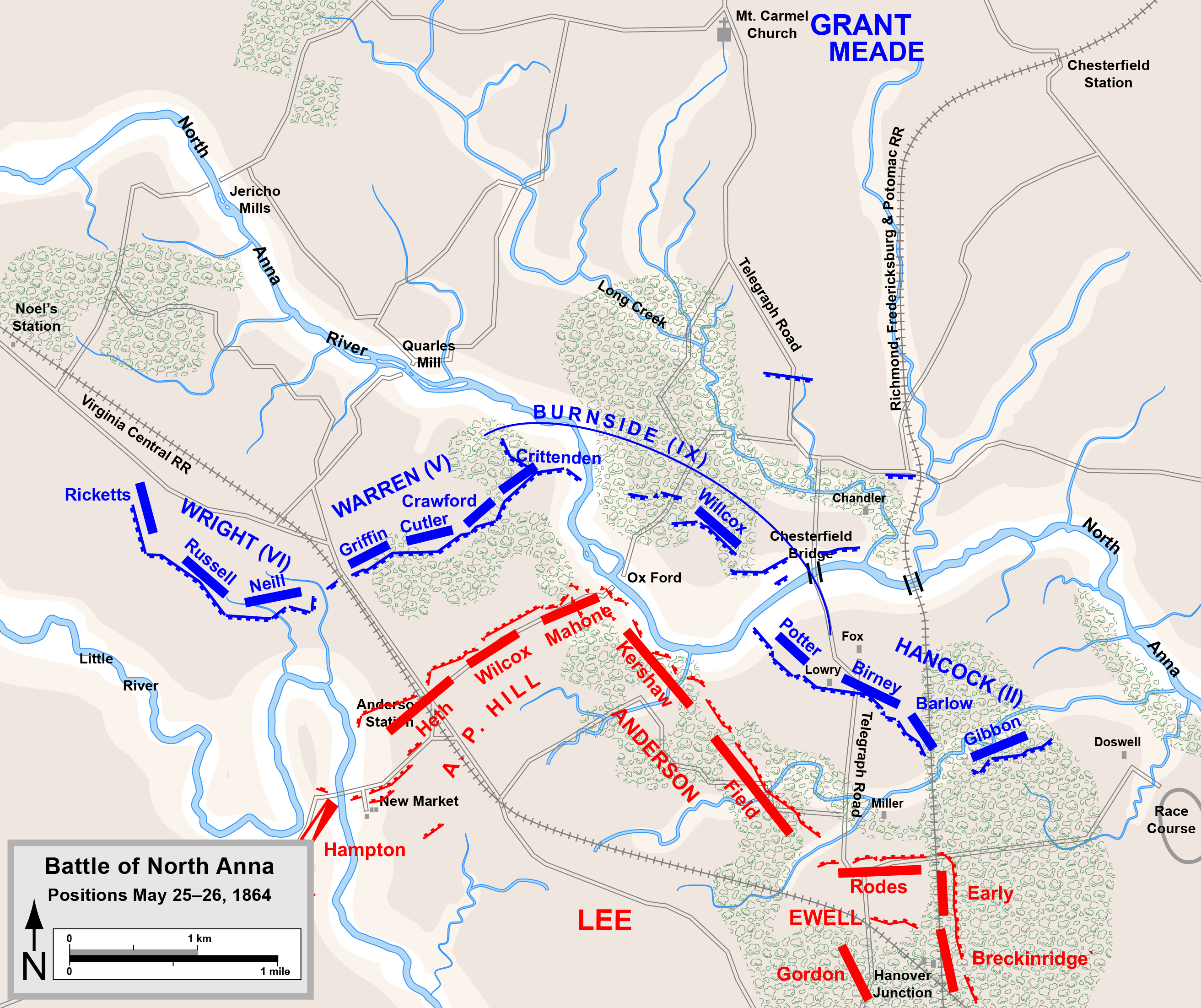
Patstelling: Noordelijke en Zuidelijke stellingen op 25 en 26 mei

In de ochtend van 23 mei rukten Warren en Hancock op naar North Anna. Er werden geen belangrijke stellingen aangetroffen op hun weg. Lee had Grants plan verkeerd ingeschat omdat hij ervan uitging dat iedere opmars naar de North Anna enkel een afleidingsmanoeuvre kon zijn en dat Grants hoofdmacht in zijn leger probeerde te flankeren. Enkel de Chesterfield brug en een spoorwegbrug werden bewaakt door de Zuidelijken maar andere oversteekplaatsen waren onbewaakt. Indien Grant nu snel reageerde, had hij een uitgelezen kans om een groot voordeel te halen op Lee.
De voorste divisie van Hancock, onder leiding van generaal-majoor David B. Birney, kon de eenheid onder leiding van John W. Henagan die de Chesterfieldbrug bewaakte, al snel verjagen. Noordelijke scherpschutters verhinderden dat de Zuidelijken de brug in brand staken. De Noordelijken staken de brug niet over omdat Zuidelijk artillerievuur hun opmars tegenhield. Bij Jericho Mills kon Warren ongehinderd de rivier oversteken en bouwde op de andere oever een bruggenhoofd uit. Lee overtuigde A.P. Hill, bevelhebber van het derde korps, ervan dat dit slechts een afleidingsmanoeuvre was. Daarom stuurde Hill slechts één divisie onder leiding van generaal-majoor Cadmus M. Wilcox om Warrens bedreiging tegen te gaan. De Noordelijken werden verrast. Hun rechterflank werd teruggeslagen. Ze werden echter ondersteund door drie artilleriebatterijen die de Zuidelijke opmars vertraagde tot ze versterking kregen.
’s Avonds besefte Lee dat er een grote slag ophanden was en nam de nodige maatregelen. Lee en zijn hoofdingenieur lieten een 8 km lange defensieve stelling in omgekeerde "V" uitbouwen met de punt naar de rivier gericht bij Ox Ford. Langs het westelijke deel van de linie die op Little River verankerd lag, stond het korps van A.P. Hill. Langs het oostelijk deel hadden Anderson en Ewell stellingen ingenomen. Hun linies liepen door Hanover Junction en eindigden achter een moeras. Tijdens de nacht werkten Lees soldaten non-stop door tot de borstweringen afgewerkt waren. Deze nieuwe stellingen waren een belangrijke bedreiging voor Grants plannen. Door stellingen ten zuiden van de rivier in te nemen hoopte Lee dat Grant ervan uit zou gaan dat hij zich terugtrok. Indien Grant de achtervolging zou inzetten, zou hij zijn leger moeten splitsen door de V-vormige stellingen. Zo kon Lee zich concentreren om de verschillende korpsen afzonderlijk vernietigen.
In de vroege ochtend van 24 mei trok Hancocks II Corps de Chesterfield Bridge over. De divisie van generaal-majoor John Gibbon vormde de voorhoede. Grant was in Lees val gelopen. Toen hij zag hoe vlot de oversteek verliep, dacht Grant dat de Zuidelijken zich terugtrokken. Hij telegrafeerde naar Washington: "De vijand trekt zich terug van de North Anna. Wij zetten de achtervolging in."
De enige zichtbare Zuidelijke tegenstand tijdens de oversteek was bij Ox Ford. Grant dacht dat het hier om een achterhoedegevecht ging. Hij stuurde Burnsides IX Corps naar voren om hiermee af te rekenen. Burnsides divisie onder leiding van brigadegeneraal Samuel W. Crawford marcheerde stroomafwaarts en stak de rivier over bij Quarles Mill. Generaal-majoor Thomas L. Crittenden kreeg het bevel van Burnside om daar eveneens de rivier over te steken en langs de ander oever op te rukken naar Ox Ford. Daar kon hij de Zuidelijke stellingen vanuit westelijke richting aanvallen. De voorste brigade werd geleid door brigadegeneraal James H. Ledlie, die geen al te beste reputatie had op het vlak van alcohol. Te ambitieus en halfdronken besliste Ledlie eigenhandig om met één brigade de vijandelijke stellingen te bestormen. De Zuidelijke stellingen werden bemand door soldaten van brigadegeneraal William Mahones divisie. De Noordelijke aanval werd afgeslagen. Crittenden stuurde een koerier naar Ledlie om bij hem aan te dringen om te wachten tot de volledige divisie de rivier overgestoken was. Ledlie, nu stomdronken, viel opnieuw aan. De slachting die erop volgde was compleet. Niettemin werd Ledlie geprezen voor zijn moed en werd bovendien bevorderd tot divisiecommandant. Zijn dronkenschap bleef hem echter parten spelen. Dit zou nog ernstige gevolgen hebben voor zijn soldaten in de Slag bij de Krater in juli. Daar werd hij ontheven van zijn commando om daarna nooit meer een eenheid aan te voeren. Hancocks II Corps begon op te rukken van Chesterfield Bridge op het moment dat Ledlie de rivier overstak. De twee divisies van generaals-majoor John Gibbon en David B. Birney beten hun tanden stuk op de Zuidelijke borstweringen.
Hoewel het Noordelijke leger exact deed wat Lee had verwacht, kon hij de situatie toch niet uitbuiten. Lee had door het voortdurend voeren van verschillende veldtochten een acute aanval van diarree gekregen waardoor hij ziek in bed lag. Hij had geen goede plaatsvervanger waardoor de kans verloren ging. Grant besefte uiteindelijk waar hij in terechtgekomen was en liet de aanvallen stopzetten. De Noordelijken bouwden nu hun eigen borstweringen.
Op 25 mei vonden er langs de linie verschillende kleine schermutselingen plaats. De Noordelijken vernietigden ondertussen 7 km van de Virginia Central Railroad. Dit was een belangrijke toevoerlijn van de Shenandoahvallei naar Richmond. Grant had weinig opties. De slachtpartijen bij Spotsylvania Court House sloten nieuwe frontale aanvallen uit. De vijand flankeren was ook niet haalbaar. Toch bleef Grant optimistisch. Hij was overtuigd van de zwakte van Lees leger toen het de kans niet had genomen om aan te vallen.

## DeSlag bij Wilson's Wharf(24 mei1864)
Een van de buitenposten die de toevoerlijnen van de Noordelijke generaal-majoor Benjamin Butler beschermde tijdens de Bermuda Hundred-veldtocht was het fort bij Wilson’s Wharf. Dit was dicht bij een bocht in de James-rivier. Het garnizoen bestond voornamelijk uit Afro-Amerikanen en werd aangevoerd door brigadegeneraal Edward A. Wild. Zijn soldaten bevrijdden en rekruteerden slaven. De kranten van Richmond oefenden druk uit op president Jefferson Davis om dit nest uit te roeien. Fitzhugh Lees cavalerie kreeg het bevel om dit garnizoen aan te vallen. Hij nam 2.500 soldaten en één kanon met zich mee op de 60 km lange mars naar Wilson’s Wharf.
Rond 13.30u op 24 mei eiste Lee de overgave van het garnizoen. Hij beloofde dat de zwarte soldaten als krijgsgevangenen zouden behandeld worden. Indien ze zich niet overgaven zou Lee niet instaan voor de gevolgen. Dit werd door Wild en zijn soldaten opgevat alsof de zwarte soldaten naar hun oude meesters zouden terug gestuurd worden. Wild stuurde een handgeschreven bericht waarin stond dat de Zuidelijken altijd een poging mochten ondernemen om het fort aan te vallen.
De Zuidelijke brigade van brigadegeneraal Williams C. Wickham stelde zich op ten oosten van het fort. De 5th South Carolina Cavalry onder leiding van kolonel John Dunovant stelden zich ten westen van het fort op. Dunovants eerste aanval werd afgeslagen. Wickhams soldaten stormden nu naar voren maar werden onder vuur genomen door musketten, kanonnen en een kanonneerboot de USS Dawn. Lee liet zijn soldaten terugtrekken. De volgende morgen reden ze terug naar Altee’s Station, hun vertrekpunt.
Er vielen weinig slachtoffers en deze actie had geen invloed op de veldtocht. Toch was dit voor de Noordelijken een propaganda-overwinning. Het was de eerste slag tussen eenheden van het Army of Northern Virginia en zwarte soldaten. Bovendien waren de Noordelijken in de minderheid. Omdat de Zuidelijken deze nederlaag niet aanvaardden, beweerden ze dat ze onder vuur genomen werden door 6 kanonneerboten en een grote overmacht aan vijandelijke infanterie.

## Over de Pamunkey (27 meitot29 mei1864)

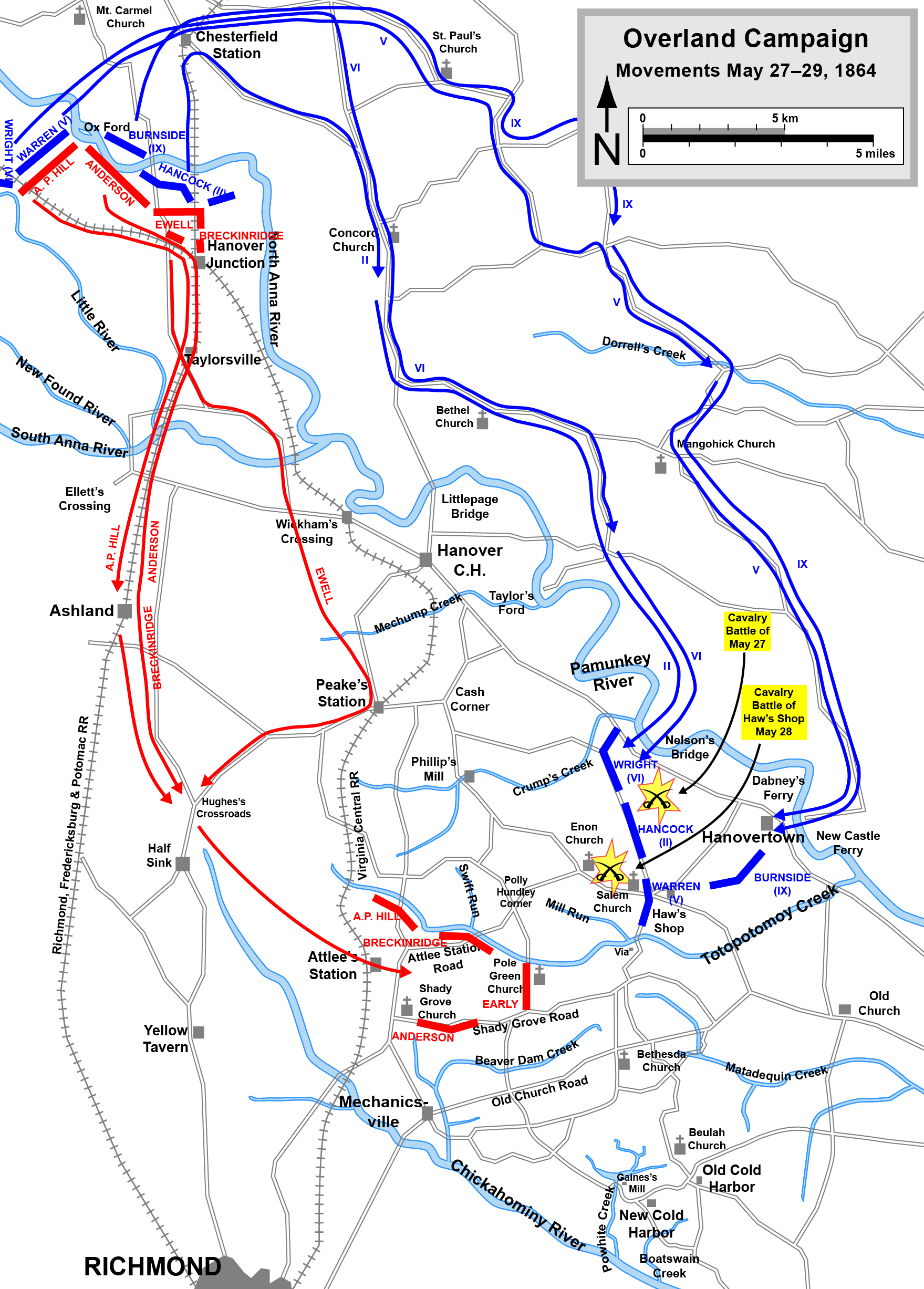
Manoeuvres tijden de Overlandveldtocht tussen 27 en 29 mei 1864 na de Slag bij North Anna.

Zoals Grant na de Wildernis en Spotsylvania had gedaan, plande hij nu opnieuw een grote flankeerbeweging langs Lees flank. Hij marcheerde ten oosten van de Pamunkey om zijn bewegingen af te schermen van Zuidelijke verkenners. Op 22 mei gaf Grant het bevel om de bevoorradingsdepots bij Belle plain en Fredericksburg te verplaatsen naar Port Royal, Virginia langs de Rappahannock. 6 dagen later werden de depots opnieuw verhuisd naar White House. Indien Grant onmiddellijk in zuidelijke richting had doorgestoten, moest hij drie rivieren over te steken.
Voor hij kon vertrekken, diende Grant eerst zich los te maken van het vijandelijke leger. Beide legers hadden hun stellingen dicht bij elkaar wat geheime manoeuvres moeilijk maakte.
Ook diende Grant zich terug te trekken ten noorden van de North Anna. Dit zou zijn leger kwetsbaar maken. Grant plande enkele schijnmanoeuvres om zijn bewegingen te maskeren. Op 26 mei stuurde Grant een cavaleriedivisie onder leiding van brigadegeneraal James H. Wilson naar de Little River om het westelijke uiteinde van de vijandelijke stellingen te verkennen. Ondertussen werden de cavaleriedivisies van brigadegeneraal Alfred Thomas Torbert en brigadegeneraal David McM. Gregg naar de Little Page Bridge en Taylors Ford op de Pamunkey, ongeveer 15 km stroomopwaarts, gestuurd. Dit waren de voorziene oversteekplaatsen voor Grants leger. Lee, die nog steeds op zijn ziekbed lag na een aanval van diarree, trapte in Grants schijnvertoningen en geloofde dat Grant nu voor de eerste maal in de veldtocht in westelijk richting oprukte.
Tijdens de nacht van 26 op 27 mei trok de Noordelijke infanterie zich in alle stilte terug over de North Anna. Burnsides IX Corps en Hancocks II Corps bleven ter plaatse om de oversteekplaats te bewaken. Het V en VI Corps van Warren en Wright, voorafgegaan door Sheridans cavalerie, trokken ondertussen in zuidoostelijke richting op naar een oversteekplaats bij Hanovertown. Toen Lee doorhad dat Grant vertrokken was, verplaatste hij zijn leger op een efficiënte manier. Zijn drie korpsen marcheerden in zuidelijke richting langs de Richmond-, Fredericksburg-, en Potomac Railroad om daarna af te buigen richting Atlee’s Station langs de Virginia Central Railroad. Dit lag slechts 13,5 km ten noorden van Richmond. Daar aangekomen kon Lee zijn soldaten op een goede defensieve positie opstellen die achter de Totopotomoy Creek lag. Zo kon Lee de Noordelijke opmars richting Richmond en de spoorwegen blokkeren. Lee stuurde eveneens een klein cavaleriedetachement naar de zuidelijke oever van de Pamunkey om de positie van de Noordelijke voorhoede te achterhalen en lastig te vallen. Tijdens deze mars was Lee gedwongen om mee te rijden in een kar wegens zijn ziekte. Ook Ewell had een gelijkaardige ziekte en reed mee in een ambulance. Hij werd tijdelijk vervangen door generaal-majoor Jubal Early.
Op 27 mei bouwde de Noordelijke cavalerie een bruggenhoofd uit bij Dabney’s Ford op de zuidelijke oever van de Pamunkey. Brigadegeneraal George A. Custers brigade verjoeg de Zuidelijke voorposten bij de oversteekplaats. De genie kon daarna een pontonbrug bouwen. Ten noorden van Salem Church vocht Custer een korte maar hevige schermutseling uit met de Zuidelijke cavalerie van generaal-majoor Fitzhugh Lee. De Zuidelijken trokken zich terug. Daarna trok de rest van Torberts divisie de rivier over op de voet gevolgd door Greggs divisie en een infanteriedisivie.
Lee wist dat zijn beste stellingen bij Totopotomoy Creek lagen. Hij wist echter niet wat Grant van plan was. Indien Grant de Pamunkey niet bij Hanovertown zou oversteken, kon Lees leger geflankeerd worden en zou Grant rechtstreeks kunnen oprukken naar Richmond. Lee stuurde de cavalerie van generaal-majoor Wade Hampton eropuit om een versterkte verkenningstocht uit te voeren om door het Noordelijke cavaleriescherm te breken en de vijandelijke infanterie te vinden.

## DeSlag bij Haw's Shop(28 mei1864)

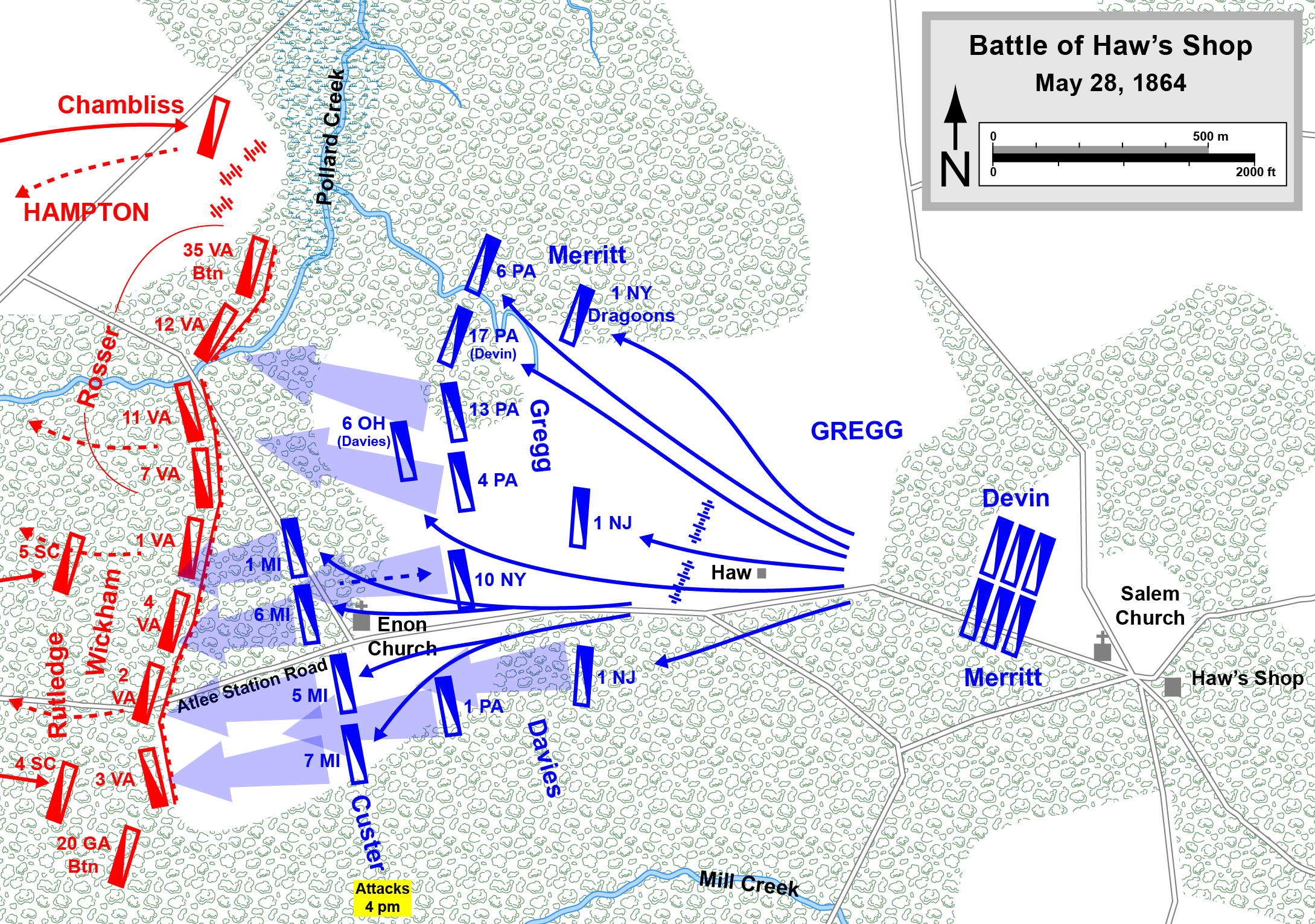
Slag bij Haw's Shop

Op 28 mei om 08.00u vertrok Hampton vanuit Altee’s Station. Terwijl Grants infanterie in steeds grotere aantallen de pontonbrug over de Pamunkey overstak, verkende de cavalerie van brigadegeneraal David McM. Gregg de streek ten westen van Hanovertown. De divisie van brigadegeneraal Alfred Thomas Torbert zette wachtposten uit langs de Crump’s Creek in de richting van Hanover Courth House. 4,5 km ten westen van Hanovertown en 1,5 km voorbij een grote smidse met de naam Haw’s Shop botste Gregg op Hampton bij Enon Church. De Zuidelijke cavaleristen waren druk bezig met houten borstweringen aan te leggen in een nabijgelegen bos. Brigadegeneraal Henry Eugene Davies stuurde voorposten naar Hamptons linies maar ze werden al snel terug gedreven. Voor de Zuidelijken in de tegenaanval konden gaan, arriveerde kolonel J. Irvin Greggs brigade die de Zuidelijke rechterflank bedreigde. De Zuidelijke aanval werd afgeslagen. Een volgende Noordelijke aanval werd gestopt door hevig vijandelijk vuur.
Nu beide zijden een patstelling bereikt hadden, stuurde Gregg een koerier naar Sheridan om versterking te vragen. Hij kreeg twee brigades van Torberts divisie toegestuurd. Torberts reservebrigade onder leiding van brigadegeneraal Wesley Merrit verstevigde Greggs rechterflank waardoor een Zuidelijke flankeerbeweging mislukte. Torberts andere brigade onder leiding van brigadegeneraal George A. Custer steeg af en vocht te voet verder in een dubbele aanvalslinie (zoals bij de infanterie). Deze aanval kreeg het zwaar te verduren. Ondertussen dacht Hampton dat er Noordelijke infanterie in de gevechten betrokken was en nam het besluit om zich terug te trekken. Terwijl de Zuidelijken terugtrokken, profiteerde Custer van de situatie en voerde een frontale aanval uit. Davies’ brigade volgde snel waardoor de resterende Zuidelijke linie in elkaar zakte. Tegen het vallen van de avond was het merendeel van Hamptons cavalerie veilig ten westen van Totopotomoy Creek.
De slag bij Haw’s Shop duurde zeven uur en was de meest bloedige cavalerieslag sinds de Brandy Station in 1863. Het was een ongewoon gevecht omdat het voornamelijk uitgevochten werd door afgestegen cavalerie die zich achter borstweringen had verschanst. Beide zijden eisten de overwinning op. Sheridan pochte door te stellen dat hij opnieuw de inferieure kwaliteit van de Zuidelijke cavalerie had bewezen. Hampton had echter verhinderd dat Sheridan iets te weten zou komen over de posities van het Zuidelijke leger en had de Noordelijke opmars zeven uur vertraagd. Lee had de kostbare inlichtingen gekregen over de stellingen van het Noordelijke leger. Nu wist hij dat Grant de Pamunkey had overgestoken met zijn leger. Hij wist echter niet wat de volgende stappen van Grant waren en moest daarom de verdere ontwikkelingen afwachten.

## DeSlag bij Totopotomoy Creeken deSlag bij Bethesda Church(28 meitot30 mei1864)

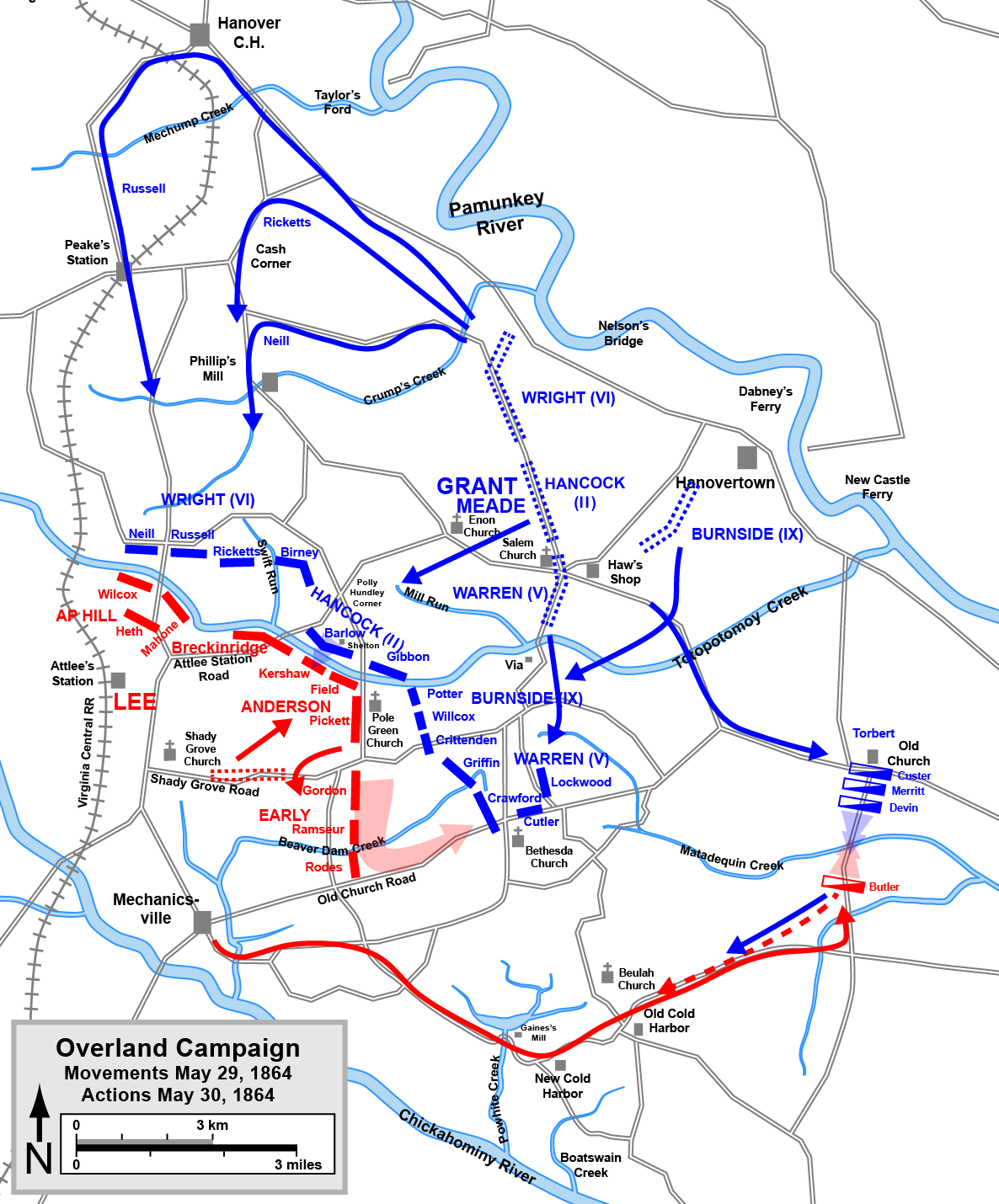
Bewegingen tijdens de Overlandveldtocht tussen 29 en 30 mei 1864

Lee had zijn leger opgesteld achter Totopotomy Creek. Hij had een tekort aan soldaten. Lee verzocht generaal P.G.T. Beauregard om versterkingen te sturen. Beauregard had met zijn 12.000 soldaten de Noordelijke troepen onder leiding van generaal-majoor Benjamin Butler geblokkeerd bij Bermuda Hundred. Beauregard weigerde in eerste instantie en verwees naar het potentieel van Bulter. Lee bleef echter vastberaden. Hij stuurde een bericht naar president Jefferson Davis waarin stond dat: "Als Grant morgen aanvalt, dan zal ik me met mijn huidige sterkte verdedigen."
Op 29 mei marcheerde Grants leger in zuidwestelijke richting om het op te nemen tegen Lee. Omdat de meeste cavalerie elders actief was, zette Grant infanterie in om te verkennen.
Hancocks II Corps marcheerde langs de Richmond-Hanovertown Road naar Totopotomoy Creek. Toen Hancock tot de vaststelling kwam dat de Zuidelijken zich hadden ingegraven, liet hij zijn soldaten zich ook ingraven. Warrens V Corps nam stellingen in op Hancocks linkerflank. Wrights VI Corps werd in noordwestelijke richting naar Hanover Court House gestuurd. Burnsides IX Corps werd in reserve gehouden bij Haw’s Shop. Sheridans cavalerie lag naast de Zuidelijke linkerflank bij Old Church. De Zuidelijke stellingen bestonden uit de volgende eenheden: van links naar rechts; het korps van A.P. Hill, Breckinridge's onafhankelijke divisie, het korps van Anderson en Early. Buiten kleine schermutselingen vonden er die dag geen verdere acties plaats.
Op 30 mei begon Grant aan de algemene opmars. Wrights korps werd in zuidelijke richting gestuurd om A.P. Hill op de Zuidelijke linkerflank aan te vallen. Hancock diende de Creek over te steken om het centrum en Breckinridge voor zijn rekening te nemen. Warren marcheerde in westelijke richting om Early bij Shady Grove Road aan te vallen. Wrights opmars kwam vast te zitten in het moerassige gebied bij Crump’s Creek. Dit vertraagde het VI Corps tot laat in de namiddag. Hancocks scherpschutters veroverden de voorste schuttersputjes op de vijand waarna ook hun opmars stokte. Meade gaf het bevel aan Burnsides reserve korps om Hancock bij te staan. Ze kwamen echter te laat aan om enig effect te sorteren tijdens de slag. Op de Noordelijke linkerflank rukte Warren met de rest van het V Corps verder op. Lee liet Early’s korps, die op de weg van het V Corps lag, de vijand aanvallen. Early werd ondersteund door Andersons korps. Early plande een flankeerbeweging met de divisie van generaal-majoor Robert E. Rodes om via de Old Church Road en Bethesda Church de achterhoede van Warren aan te vallen.
Terwijl het V Corps met de nodige voorzichtigheid oprukte, werd Warren ongerust over de veiligheid van zijn linkerflank. Hij liet Crawfords divisie in zuidelijke richting marcheren langs een pad naar de Old Church Road. Daar wierpen ze kleine borstweringen op.Crawford stuurde de brigade van kolonel Martin D. Hardin naar voren. Tegen de middag botsten Rodes’ soldaten frontaal op Hardins soldaten en joegen hen op de vlucht. Crawfords volledige divisie stortte in waardoor de linkerflank van het V Corps blootgesteld werd. Rodes verloor echter de controle over zijn soldaten en kon dit succes niet uitbuiten. Warren draaide nu zijn korps in zuidelijke richting naar Early.

Slag bij Bethesda Church
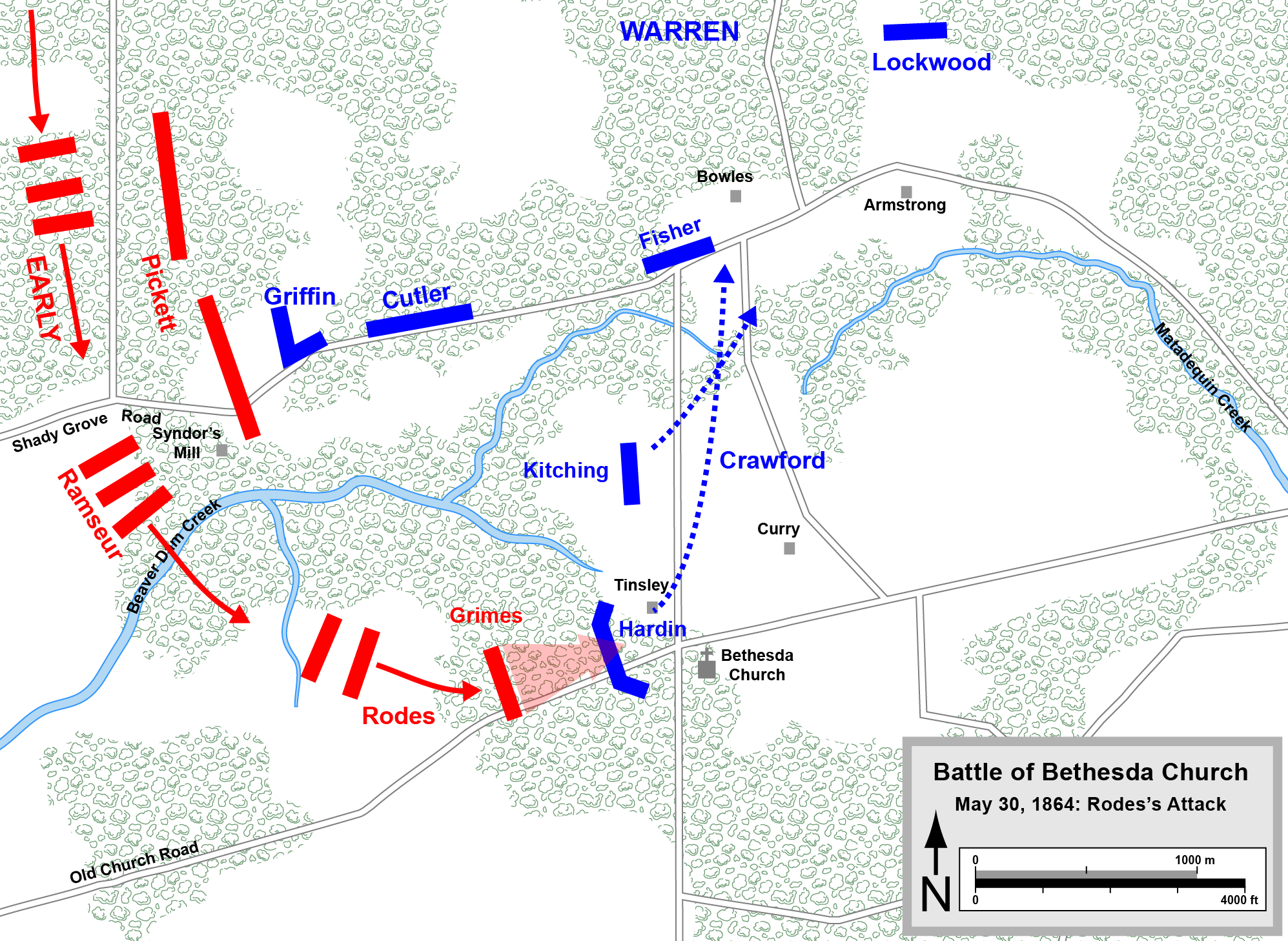
Rodes' aanval
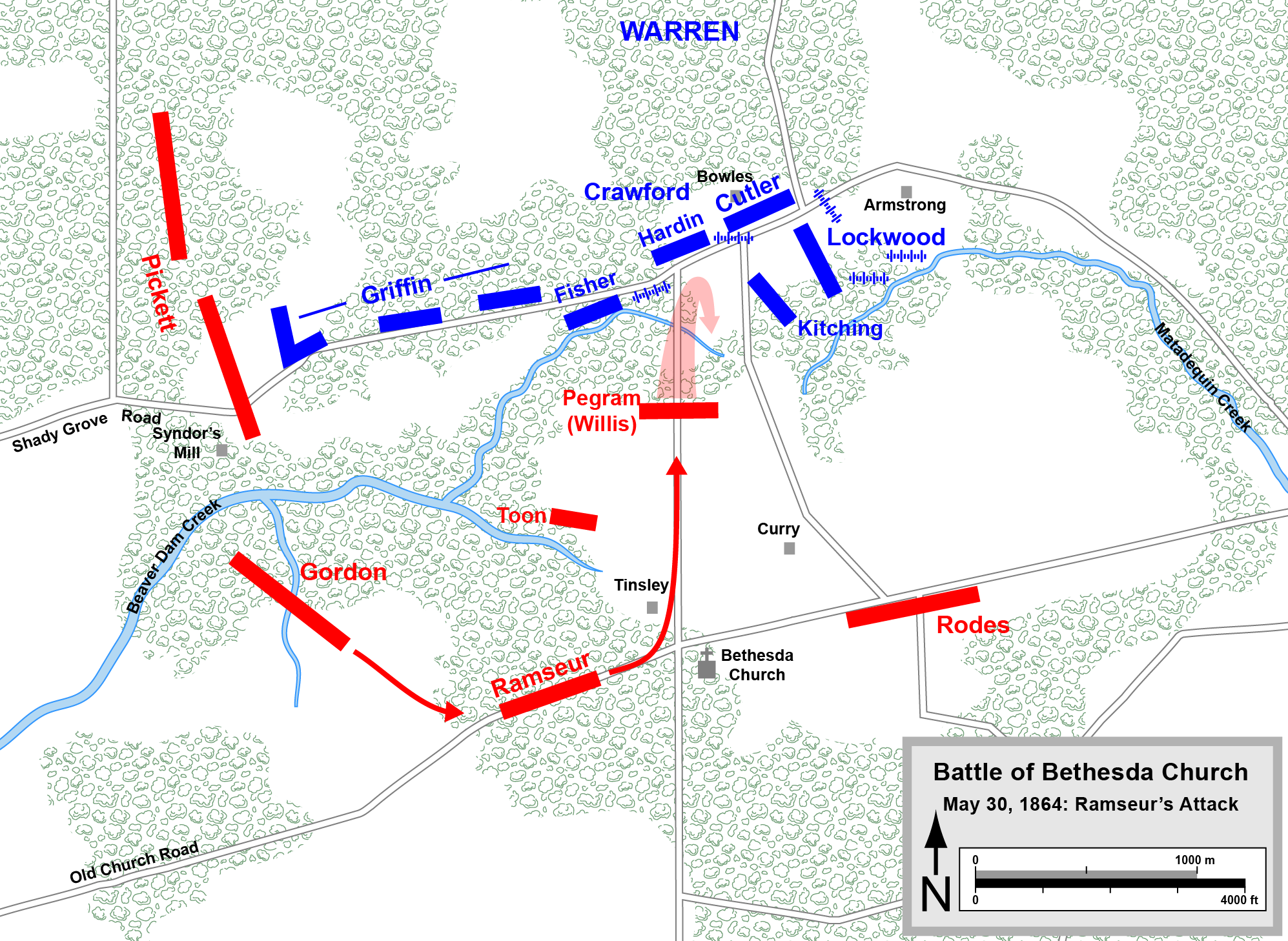
Ramseurs aanval

Om 18.30u viel generaal-majoor Stephen Dodson Ramseur, gepromoveerd tot het bevel over een divisie en deel uitmakend van Early’s Corps, de Noordelijke artillerie aan. Gordons divisie kon nog geen ondersteuning geven omdat het zich nog aan het opstellen was. Ook Rodes’ soldaten waren te druk bezig met het beschermen van de Zuidelijke rechterflank om effectieve steun te verlenen. De enige brigade die aanviel was die van kolonel Edward Willis van Pegrams divisie. Ondanks zwaar geweer- en artillerievuur slaagden ze erin om de Noordelijke stellingen tot op 50 meter te naderen. Toen Willis dodelijk getroffen werd, trok de brigade zich terug.
Meade gaf het bevel tot een algemene aanval over de volledige linie om de druk op Warren te verminderen. Geen enkele van zijn korps-bevelhebbers kon dit bevel onmiddellijk uitvoeren.
Ondertussen hadden Warrens soldaten zich alleen uit hun netelige positie weten te bevrijden. Door het echec van Ramseurs divisie trok Early zich een stuk terug in westelijke richting.
Naast het falen van Early kreeg Lee nog meer slecht nieuws. Uit verkenningsrapporten zou blijken dat Grant versterkingen kreeg. Net op het moment dat Hoke’s divisie Bermuda Hundred had verlaten, werd het 16.000 man sterke korps van generaal-majoor William Farrar Smith van Bulters Army of the James via de James en York Rivers naar Grant gestuurd. Indien Smith zich op Grants linkerflank zou opstellen, betekende dit dat de Zuidelijke rechtervleugel geflankeerd kon worden. Lee stuurde zijn cavalerie onder leiding van Fitzhugh Lee naar een kruispunt bij Cold Harbor om dit te voorkomen.
Op 31 mei stak Hancocks II Corps opnieuw de Totopotomy Creek over. Op de andere oever stuitten ze op een sterke Zuidelijke defensieve linie. Grant vreesde voor een nieuwe patstelling. Daarom begon hij in de loop van de nacht troepen in zuidelijke richting te verplaatsen naar Cold Harbor .

## DeSlag bij Old Church(30 mei1864)
Terwijl de infanterie van beide legers vocht bij Bethesda Church, kreeg Sheridan verzoeken tot hulp van Warren. Zijn vooruitgeschoven en geïsoleerde positie op de linkerflank van het Noordelijke leger baarde Warren zorgen. Sheridan negeerde aanvankelijk de verzoeken. Zijn ruzie met Warren een tijdje voordien bij Spotsylvania was nog niet verteerd. Toen Warrens verzoeken dringender werden, besloot Sheridan om de wegen naar Warrens linkerflank te bewaken en af te schermen. Brigadegeneraal Alfred T. A. Torbert kreeg de opdracht. Torbert delegeerde de verantwoordelijkheid naar kolonel Thomas Devin die bij het kruispunt van Old Church gelegerd lag. Hij stelde zijn brigade op in een goede defensieve stelling langs de noordelijke oever van de Matadequin Creek. Zijn voorhoede stuurde hij naar Barker farm ten zuiden van de creek.
Ondertussen was Lee bezorgd over het strategisch belangrijke kruispunt bij Old Cold Harbor op ongeveer 9 km van Richmond. Hij stuurde brigadegeneraal Matthew C. Butler met 2.000 soldaten van Mechanicsville naar het kruispunt om te achterhalen of het reeds bezet was. Rond 15.00u verjoeg Butler de piketten van de Noordelijken bij het kruispunt. De Noordelijken trokken zich al vechtend terug om de Zuidelijke oversteek over de Creek te verhinderen of zo lang mogelijk te vertragen. Devin stelde ondertussen zijn drie regimenten op in slagorde. Butler stelde zijn twee regimenten op met één in reserve.
Torbert liet de rest van zijn divisie aanrukken. De reservebrigade van brigadegeneraal Wesley Merrit was de eerste die arriveerde. Ze stegen af en vochten tot ze een patstelling bereikten met de Zuidelijken. De patstelling werd doorbroken toen de Noordelijke brigade van George A. Custer het slagveld betrad. Hij voerde een flankaanval op beide Zuidelijke flanken aan. Toen Butlers soldaten zich terug trokken, trad zijn reserveregiment (de 7th South Carolina naar voren om de slaglinie te handhaven. Toch waren ze niet opgewassen tegen de superieur bewapende Noordelijke cavalerie. Butler hergroepeerde zijn soldaten bij Old Cold Harbor. Torberts soldaten kampeerden op ongeveer 2 km van het kruispunt.
Hoewel Butler opnieuw de nodige informatie had verzameld die Robert E. Lee nodig had, werd de Zuidelijke cavalerie opnieuw verdreven door hun Noordelijke tegenhanger. Opnieuw was Custers brigade de doorslaggevende factor. De deur stond open zodat Sheridan de volgende dag het belangrijke kruispunt bij Old Cold Harbor kon innemen.

## DeSlag bij Cold Harbor(31 meitot12 juni)

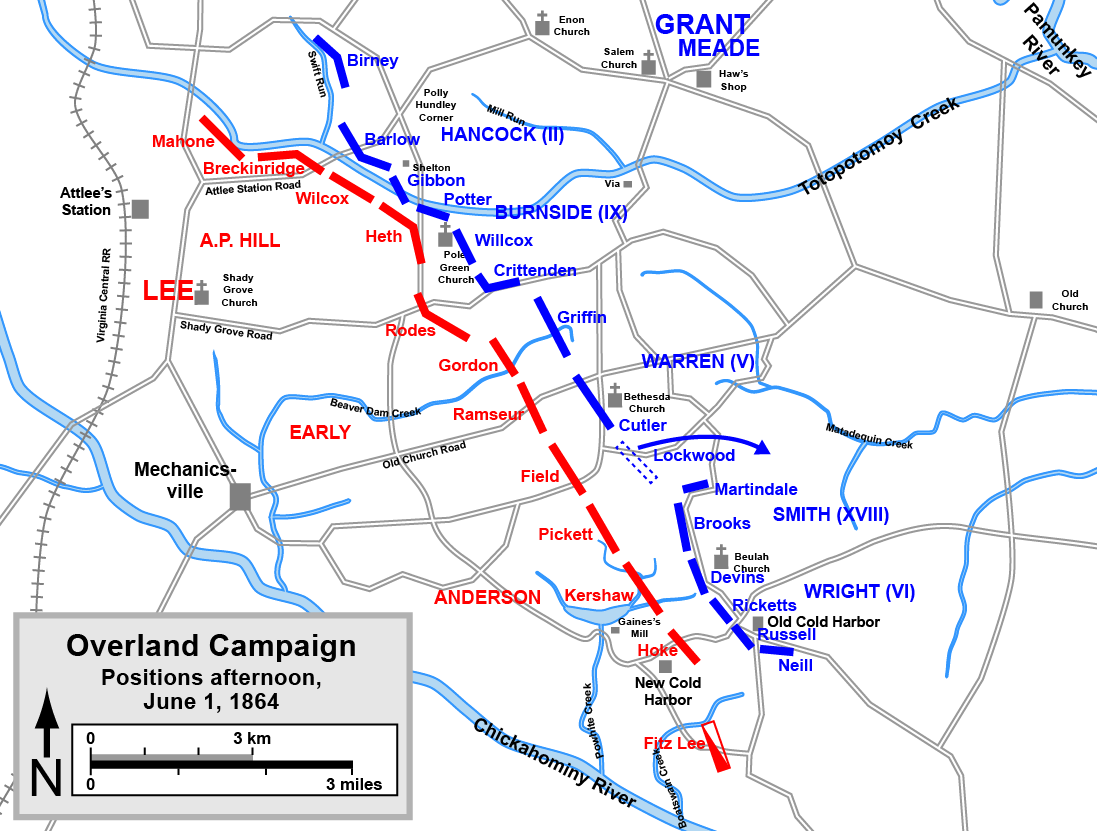
Stellingen van de leger in de namiddag van 1 juni 1864

Ook op 31 mei stond de cavalerie van beide legers bij Old Church tegenover elkaar. Lee had de divisie van generaal-majoor Fitzhugh Lee ter versterking naar Butler gestuurd om het kruispunt veilig te stellen en stuurde Andersons korps naar een positie om de cavalerie waar nodig te ondersteunen. De voorste brigade van Hokes divisie arriveerde om de stellingen van Butler en Fitzhugh Lee te versterken. Rond 16.00u verjoegen Torbert en brigadegeneraal David McMurtrie Gregg de Zuidelijken van het kruispunt waarna ze zich ingroeven. Toen steed meer eenheden van Hoke en Anderson arriveerden, liet Sheridan de eenheden van Torbert terugvallen naar Old Church. Grant stuurde Wrights VI Corps richting Old Cold Harbor. Sheridan moest het kruispunt ten koste van alles in handen krijgen. Rond 01.00u kwam Torbert opnieuw ter plaatse en stelde vast dat de Zuidelijken geen poging hadden gedaan om het kruispunt in handen te houden.
Robert E. Lees plan voor 1 juni was om zijn geconcentreerde infanterie in te zetten tegen de kleine Noordelijke cavalerie-eenheden bij Old Cold Harbor. Zijn ondergeschikten stemden hun bewegingen niet op elkaar af. Anderson en Hoke maakten geen afspraken. Daarom dacht Hoke dat hij slechts diende op te rukken als het eerste korps goed en wel onderweg was. Ook de Noordelijken ondervonden problemen. Het VI Corps was pas na middernacht vertrokken en had nog 22 km voor de boeg. Smiths XVIII Corps werd in plaats van naar Old Cold Harbor naar New Castle Ferry gestuurd, enkele kilometers verder.

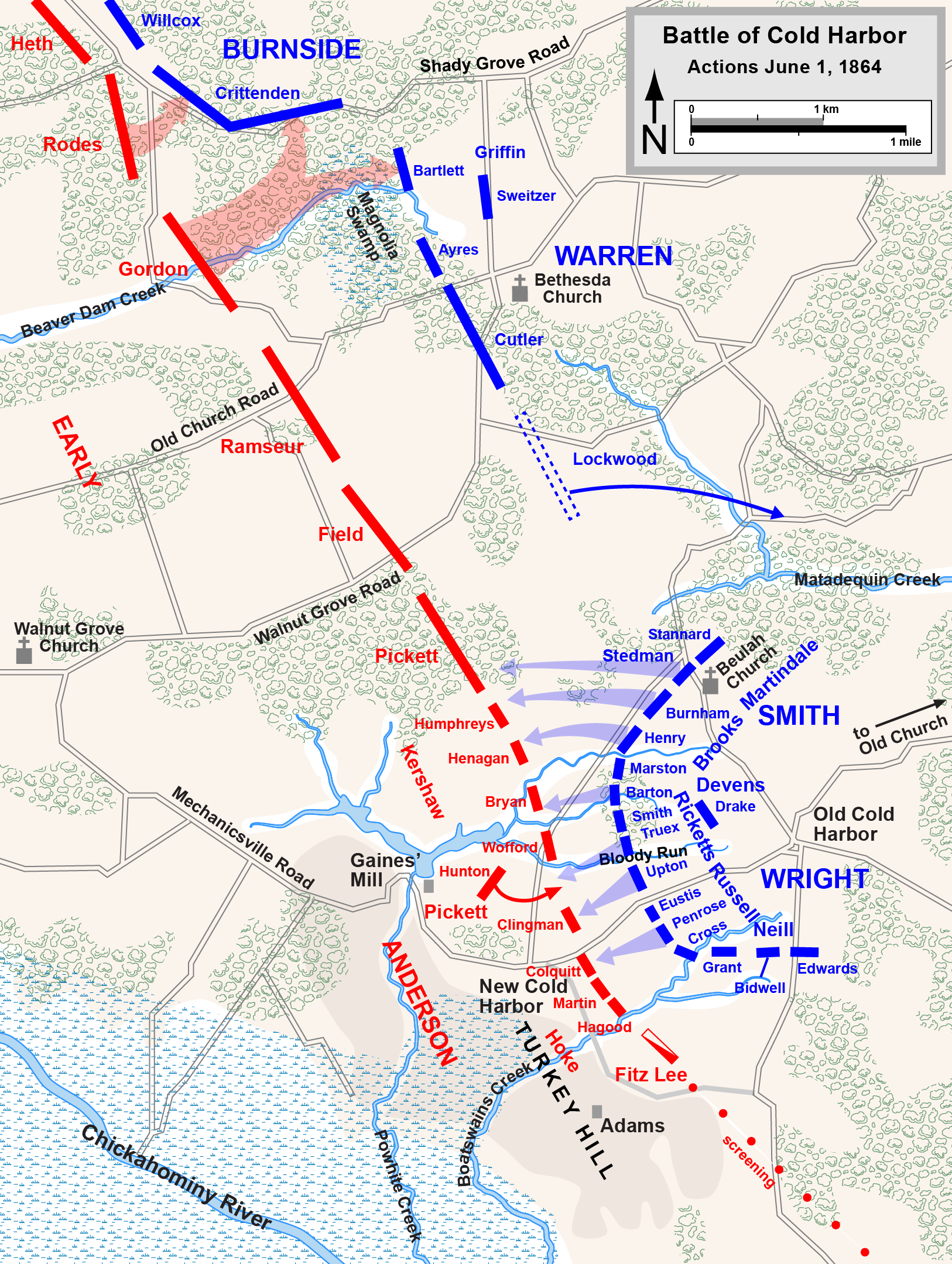
Cold Harbor op 1 juni

Andersons aanval was slecht gecoördineerd en werd door hevig Noordelijk geweervuur afgeslagen. Tegen 09.00u arriveerde Wrights voorhoede bij het kruispunt. Toch ging hij niet onmiddellijk tot de aanval over. Wright wachtte liever de komst van Smith af. De aanval begon pas om 18.30u. Toen rukte zowel Wrights en Smiths korps op. Wrights soldaten boekten slechts kleine vooruitgang ten zuiden van de Mechanicsville Road door het hevige verzet. Ten noorden van de weg botste de brigade van brigadegeneraal Emory Upton eveneens op hevige tegenstand door brigadegeneraal Thomas L. Clingmans soldaten. De Noordelijken werden teruggeworpen op hun uitgangspositie. Op Uptons rechterflank vond de brigade van kolonel William S. Truex een gat in de Zuidelijke linies. Terwijl Truex soldaten door het gat oprukten, liet Clingman twee regimenten de aanval inzetten. Anderson liet brigadegeneraal Eppa Huntons brigade aanrukken uit de algemene reserve. Truex werd hierdoor ingesloten langs drie zijden en werd gedwongen om zich terug te trekken.
Terwijl de slag woedde aan het zuidelijke einde van het slagveld, namen de drie korpsen van Hancock, Burnside en Warren een 7,5 km lange linie in die zich uitstrekte in zuidoostelijke richting tot aan Bethesda Church. Ze stonden opgesteld tegenover de Zuidelijken onder leiding van A.P. Hill, Breckinridge en Early. Op de grens tussen het IX en het V korps werd om 19.00u de aanval ingezet door twee divisies van Early’s korps. Namelijk op de linkerflank de divisie van generaal-majoor Robert E. Rodes en op de rechterflank die van generaal-majoor John B. Gordon. Warren zou later deze aanval omschrijven als een “voelspriet”. Ondanks initieel succes werden beide divisies terug geslagen.
Hoewel de aanvallen op 1 juni geen succes bleken te zijn, geloofde Meade nog steeds dat een aanval in de vroege ochtend van 2 juni zou kunnen slagen. De voorwaarde was wel dat hij voldoende eenheden kon samentrekken op een daarvoor geschikte locatie. Samen met Grant besloot Meade om de vijandelijke rechterflank aan te vallen.
Hancocks soldaten waren de volledige nacht op de been geweest en waren die ochtend te moe om onmiddellijk aan te vallen. Grant liet de aanval uitstellen tot 17.00u en opnieuw naar 04.30u in de ochtend van de 3de juni. Noch Grant, noch Meade hadden specifieke orders opgesteld waar de aanval zou plaatsvinden. Dit lieten ze over aan hun korpscommandanten. Ook de coördinatie van de aanval lieten ze over aan de korpsen. Geen enkele bevelhebber had de vijandelijke stellingen laten verkennen. Robert E. Lee liet ondertussen zijn stellingen versterken. Toen Hancock Totopotomoy Creek verliet, kon Lee met gemak de vrijgekomen eenheden van Breckinridges divisie naar zijn uiterste rechterflank verplaatsen. Lee verplaatste eveneens eenheden van A.P. Hills Third Corps, namelijk de divisies van brigadegeneraals William Mahone en Cadmus M. Wilcox, om Breckinridge te ondersteunen. De cavalerie van Fitzhugh Lee diende de vijandelijke rechterflank in de gaten te houden. Zo werd Lees linkerflank sterk verankerd bij Totopotomoy Creek. Zijn rechterflank werd beschermd door de Chickahominy. Alle vijandelijke flankeer-bewegingen waren dus bij voorbaat gedoemd te mislukken. De genietroepen werkten ondertussen verder aan een zeer ingenieus defensief systeem.

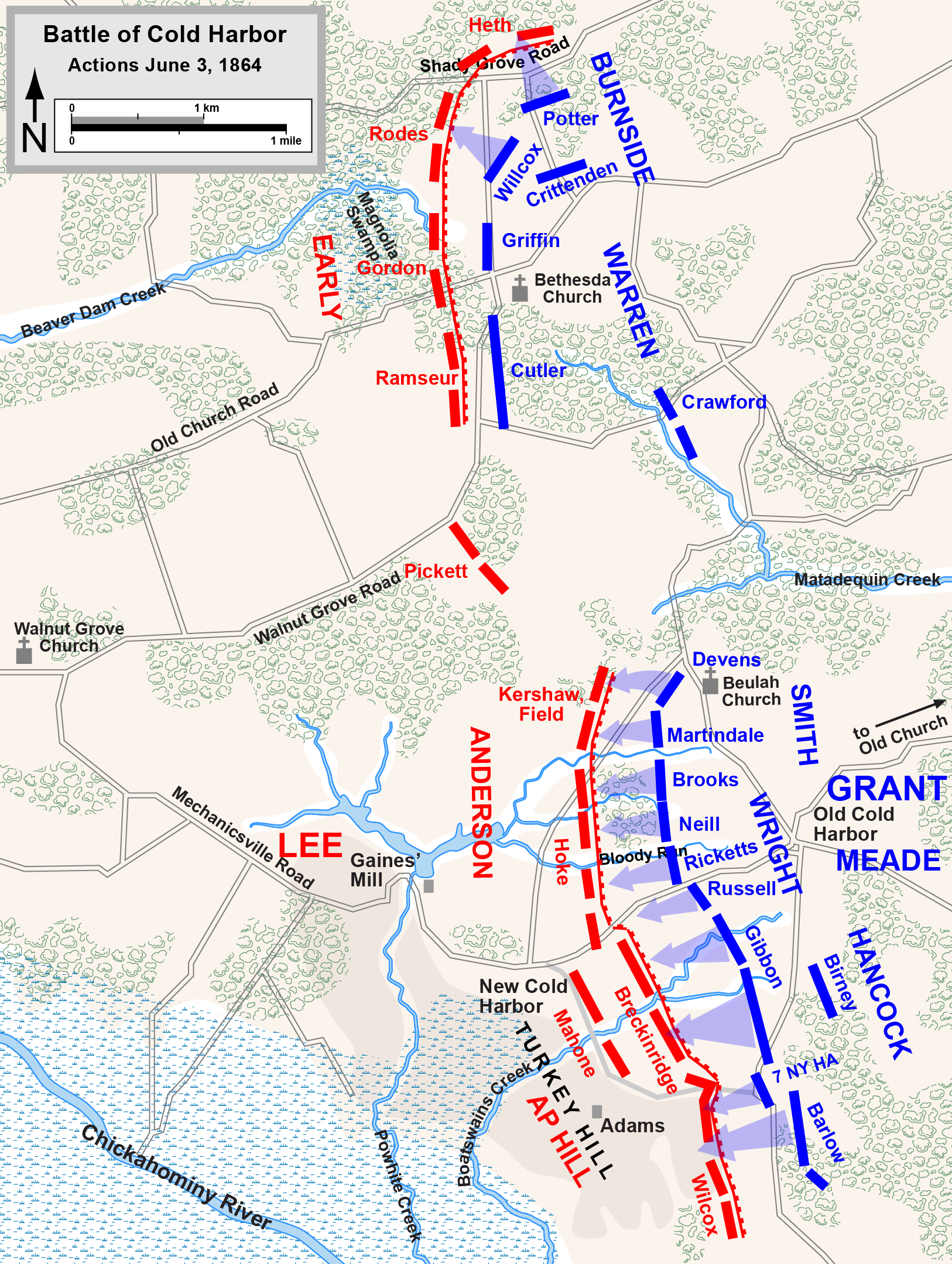
Cold Harbor op 3 juni

Om 04.30u op 3 juni werd de aanval door drie Noordelijke korpsen in een dichte mist ingezet.
Geconcentreerd Zuidelijke vuur veroorzaakte al zeer snel zware verliezen. De overlevenden geraakten noch voor- noch achteruit. Enkel op de Noordelijke linkerflank kon het korps van Hancock enig succes boeken. Ze braken door een deel van de linie van Breckinridge en verjoegen een deel van de verdedigers uit hun stellingen na zware man-tegen-mangevechten.
Kort daarop werden de Noordelijken zwaar onder vuur genomen door de Zuidelijke artillerie. Breckinridges reserves voerden een tegenaanval uit en verjoegen de soldaten van brigadegeneraal Francis C. Barlow. Hancocks andere divisie onder leiding van brigadegeneraal John Gibbon raakte vast in een moerassige strook voor de vijandelijke linies.
Ook in het Noordelijke centrum werd Wrights korps zwaar onder vuur genomen. Er werd weinig moeite gedaan om vooruitgang te boeken. De kostbare aanval op 1 juni lag nog te vers in het geheugen. Op de Noordelijke rechterflank werd Smiths aanval door het ongunstige terrein in twee ravijnen gekanaliseerd. Toen ze de Zuidelijke stellingen bereikten, werden zij ook zwaar onder vuur genomen. Burnsides IX Corps zette om 06.00u de aanval in tegen Jubal Early’s soldaten. Burnside verjoeg al snel de voorposten. Hij dacht hierbij de eerste vijandelijke linie gebroken te hebben. Daarom hergroepeerde hij zijn soldaten om een vernieuwde aanval in de namiddag in te zetten.
Om 07.00 adviseerde Grant aan Meade om ieder succes volledig uit te buiten. Daarop gaf Meade het bevel aan zijn drie korpscommandanten om onmiddellijk de aanval in zetten en dit zonder rekening te houden met de posities van de aangrenzende korpsen. Zowel Hancock als Smith weigerden de aanval opnieuw in te zetten om een verdere slachting te voorkomen. Wrights soldaten voerden hun geweervuur op maar bleven eveneens ter plaatse. Om 12.30u zag ook Grant in dat de aanvallen geen zin meer hadden. Volgens schattingen verloren de Noordelijken 3.000 tot 7.000 soldaten tegenover maar 1.500 voor de Zuidelijken.

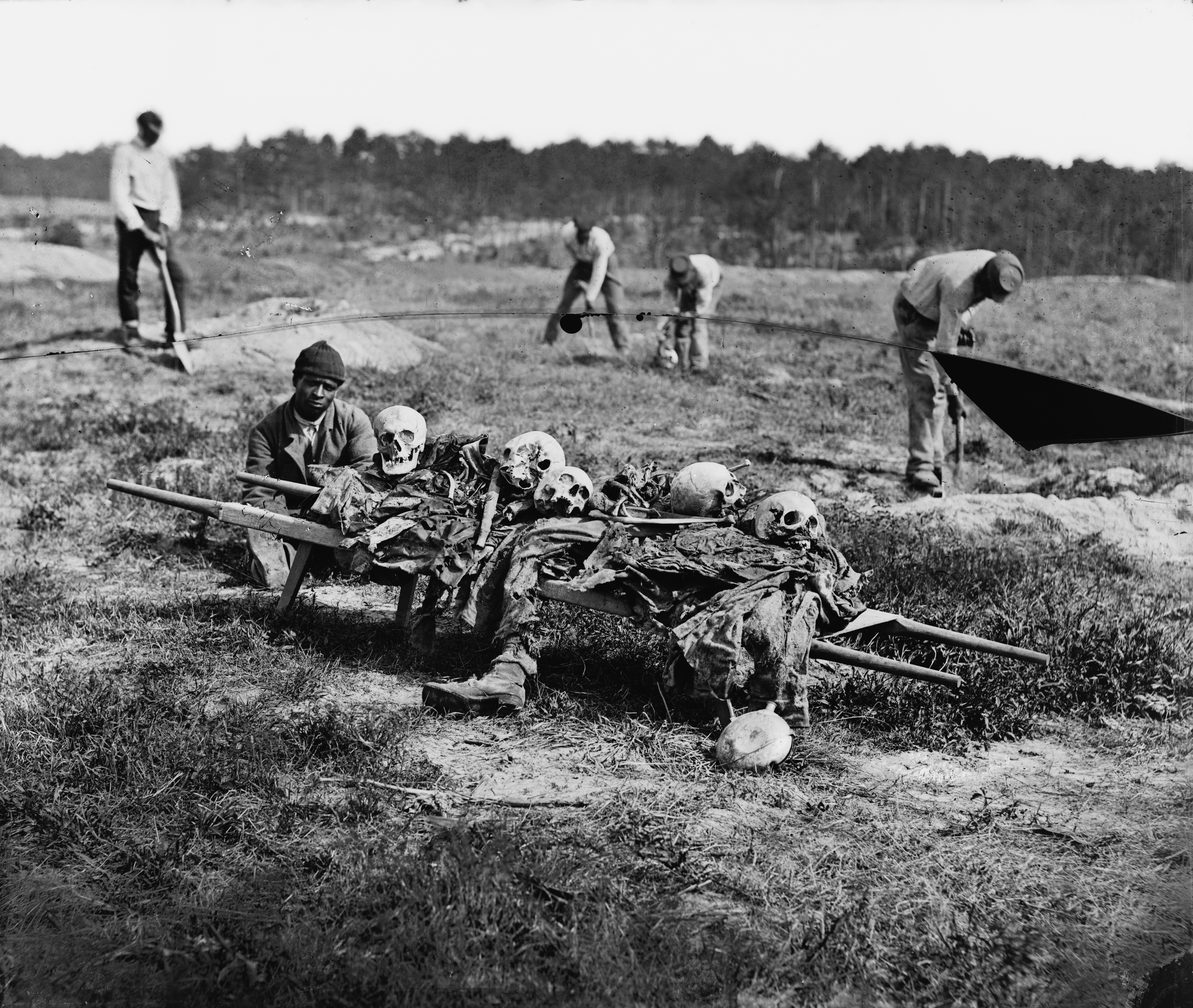
Cold Harbor, Virginia. Afro-Amerikanen verzamelen de beenderen van gesneuvelde soldaten. De foto werd genomen door John Reekie in april 1865.

Grant en Meade lieten de vijandelijke stellingen bij Cold Harbor niet meer aanvallen. Hoewel hij in een telegram aan Washington de verliezen minimaliseerde, zou hij de aanval voor de rest van zijn leven betreuren. De twee legers hadden negen dagen lang een loopgravenoorlog uitgevochten waarbij de linies soms maar op enkele meters afstand van elkaar lagen. De loopgraven waren stoffig en heet. De situatie tussen de linies voor de vele duizenden gewonde soldaten was nog erger. Ze lagen daar zonder water of hoop op enige medische bijstand. Grant voelde er in eerste instantie niet veel voor om een tijdelijke wapenstilstand te vragen om al zijn gewonden te kunnen evacueren. Daarmee zou hij immers moeten toegeven dat hij de slag verloren had. Tussen 5 en 7 juni werden verschillende memo’s tussen Lee en Grant gestuurd zonder echter tot een akkoord te komen. Toen Grant toch om een twee uur durend bestand vroeg, was het voor de meeste gewonden al veel te laat.

## Het oversteken van de James (12 junitot18 juni1864)

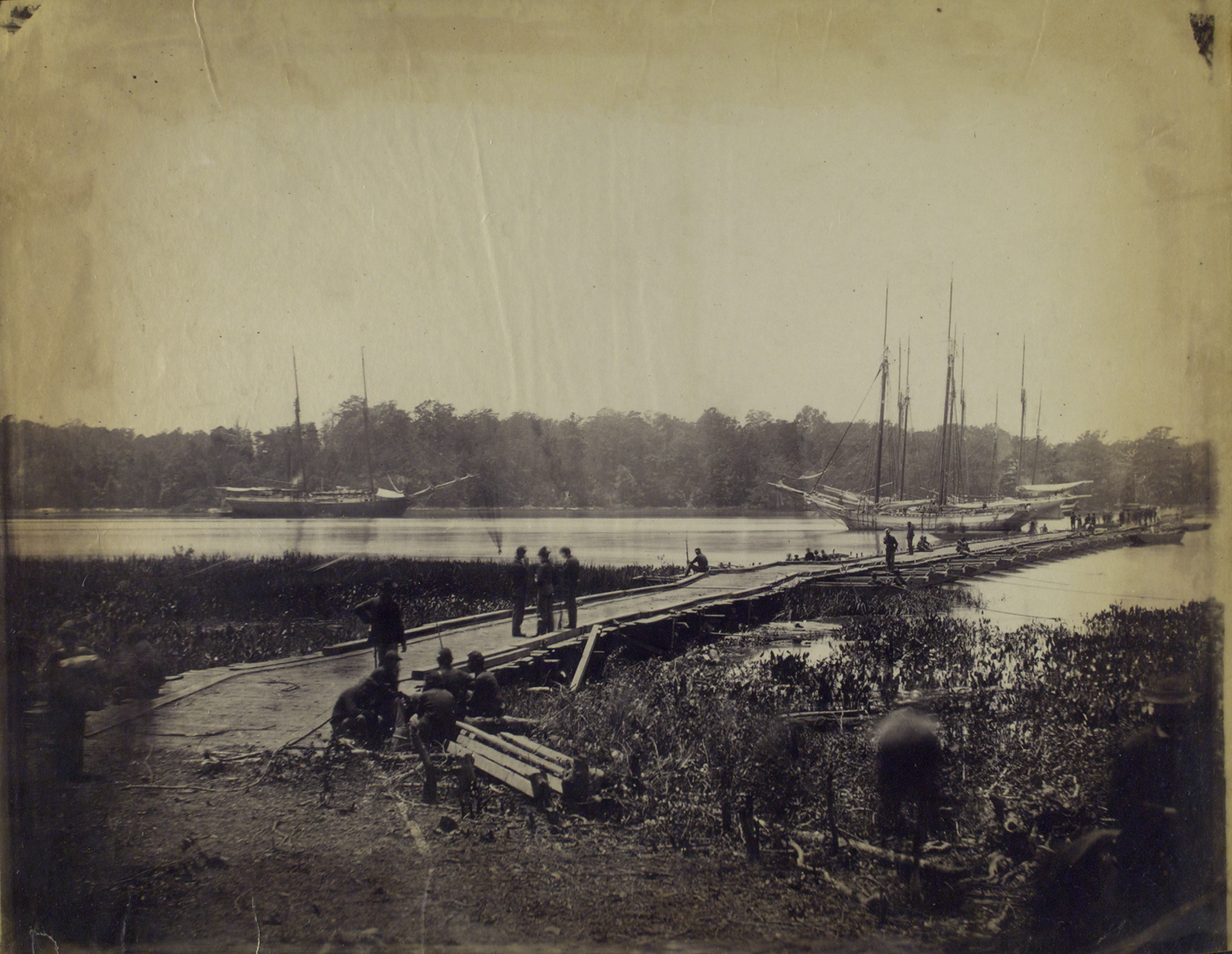
Pontonbrug over de James-rivier

Opnieuw zat Grant vast in een patstelling. Nieuwe aanvallen bij Cold Harbor zouden niets oplossen. Grant plande drie manoeuvres om opnieuw schot in de zaak te krijgen. Een eerste stap werd gemaakt met de opmars van Noordelijke generaal-majoor David Hunter in de Shenandoahvallei. Grant hoopte met deze opmars om de bevoorrading van Lee te onderbreken en hoopte bovendien dat Lee extra troepen naar de vallei zou sturen om zijn bevoorrading veilig te stellen. Een tweede stap voerde Grant uit op 7 juni. Hij stuurde Sheridan naar de Virginia Central Railroad om deze bij Charlottesville te vernietigen. Een derde stap hield een heimelijke terugtocht in van het front om dan verderop de James over te steken. Grant wilde Richmond links laten liggen en isoleren door een spoorwegknooppunt bij Petersburg te veroveren. Lee reageerde op stap een en twee zoals Grant gehoopt had. Lee stuurde Breckinridges divisie van Cold Harbor naar Lynchburg om het op te nemen tegen Hunter. Op 12 juni kreeg Jubal Early het bevel over het Tweede korps en werd eveneens naar de vallei gestuurd. Lee stuurde twee van zijn drie cavaleriedivisies om Sheridan te stoppen. Dit zou leiden tot de Slag bij Trevilian Station.
Op 9 juni gaf Meade het bevel tot het aanleggen van een nieuwe verdedigingslinie in de achterhoede van het leger tussen Elder Swamp en Allen’s Mill Pond. Op 11 juni was de linie afgewerkt. Het leger kreeg nu het bevel om op te rukken naar de James River. Deze operatie begon in de nacht van 12 juni. Ondertussen had Lee Early’s Tweede Korps naar Charlottesville gestuurd. Terwijl de duisternis inviel namen Hancocks II Corps en Wrights VI Corps hun plaatsen in langs de verdedigingslinie. Warrens V Corps rukte op in zuidelijke richting langs de Long Bridge en de White Oak Swamp Bridge. Bij Riddells Shop blokkeerden ze de weg om de achterhoede te beschermen. Burnsides IX Corps en Smiths XVIII Corps trokken zich terug van het front met het Zuidelijke leger. De cavaleriebrigade van kolonel George H. Chapman, van brigadegeneraal James H. Wilsons divisie schermden de bewegingen af van nieuwsgierige ogen. Burnside marcheerde dan in zuidelijke richting gevolgd door Wright en Hancock. Smiths XVIII Corps rukte op naar White House. Daar gingen ze aan boord van stoomboten in de ochtend van 13 juni richting Bermuda Hundred. In de nacht van 14 juni arriveerden ze bij Point of Rocks langs de Appomattox.
Terwijl Lee in het ongewisse bleef over Grants bedoelingen, bouwde de Noordelijke genie de langste pontonbrug van de oorlog. Het had een lengte van 74 meter over diep water. De brug werd over de James gebouwd van Windmill Point aan de ene oever naar Fort Powhatan. Om 16.00u op 15 juni werd een aanvang genomen met de bouw van de brug. Zeven uur later was de brug afgewerkt. Hoewel het merendeel van Grants infanterie in bootjes de rivier overstak, werd het IX Corps; een divisie van het VI Corps, de dieren, de bevoorradingswagens en de artillerie over de brug gestuurd. Dit vond plaats op 15 juni en 16 juni. In de vroege ochtend van 17 juni hadden meer dan 100.000 soldaten, 5.000 karren en ambulances, 56.000 paarden en muilezels en 2.800 stuks vee de rivier overgestoken zonder de Zuidelijken te alarmeren. Voor de rest van het leger de rivier had overgestoken, waren het XVIII Corps van Smith en het II Corps van Hancock reeds betrokken bij de volgende veldtocht rond Petersburg.

## DeSlag bij Trevilian Station(11 junien12 juni1864)

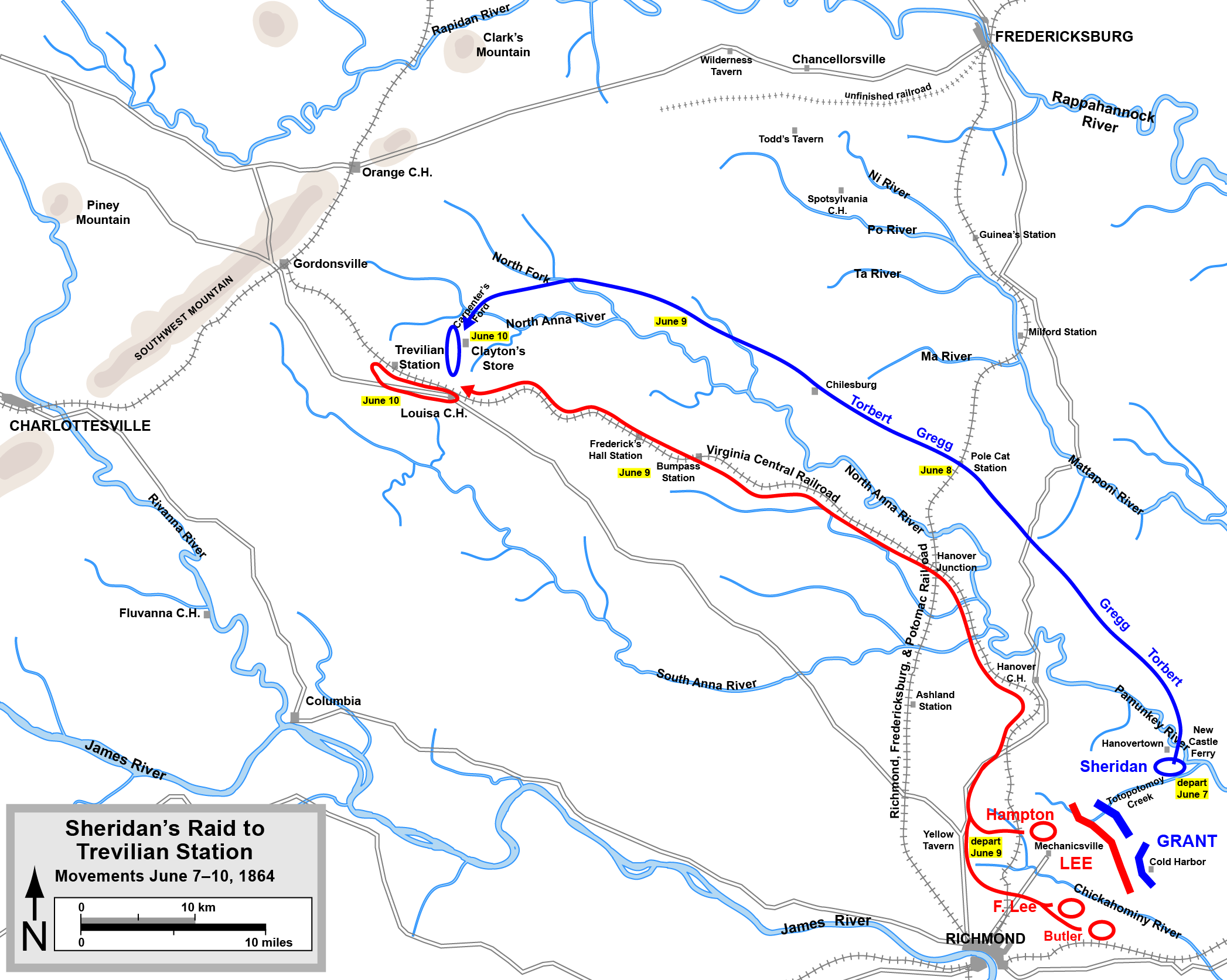
Marsroutes van de Noordelijke en Zuidelijke cavalerie naar Trevilian Station tussen 7 en 10 juni 1864

Op 7 juni vertrok Sheridan met twee cavaleriedivisies om de Virginia Central Railroad aan te vallen en aansluiting te zoeken met Hunter. De eerste twee dagen rukten ze slechts 60 km op. Hun opmars werd vertraagd door hitte, vochtigheid en schermutselingen met vijandelijke cavalerie. Op 8 juni brachten Zuidelijke verkenners generaal-majoor Wade Hampton op de hoogte van de Noordelijke tocht. Hampton trok de juiste conclusie toen hij opperde dat de Noordelijken op weg waren naar het spoorwegknooppunt bij Gordonsville en Charlottesville. Hij zou snel moeten reageren om deze dreiging te pareren. Samen met de divisie van generaal-majoor Fitzhugh Lee begon hij aan de achtervolging op 9 juni. Hoewel de Noordelijken twee dagen voorsprong hadden, trokken de Zuidelijken langs een kortere weg die slechts 72 km lang was in plaats van de 104 km lange weg die de Noordelijken namen. Tegen de avond van 10 juni botsten beide partijen op elkaar bij Trevilian Station. De Noordelijken staken de North Anna over bij Carpenters Ford en kampeerden rond Clayton’s Store.
In de ochtend van 11 juni stelde Hampton een plan op waarbij hij zijn divisies in twee zou splitsen om via twee wegen op te rukken en Sheridan terug te dringen over de North Anna River. Terwijl de Zuidelijken naderden, voerde Sheridan zijn eigen plan uit. Het eerste treffen vond plaats op de Trevilian Road toen de brigade van brigadegeneraal Matthew C. Butler op de voorhoede van brigadegeneraal Wesley Merrit botste. Hampton dreef de Noordelijken terug. Hij had echter te weinig soldaten ter plaatse en werd zelf al snel terug gedrongen. De versterking in de vorm van kolonel Gilbert J. Wrights brigade kon de Zuidelijke kansen niet keren.

Slag bij Trevilian Station
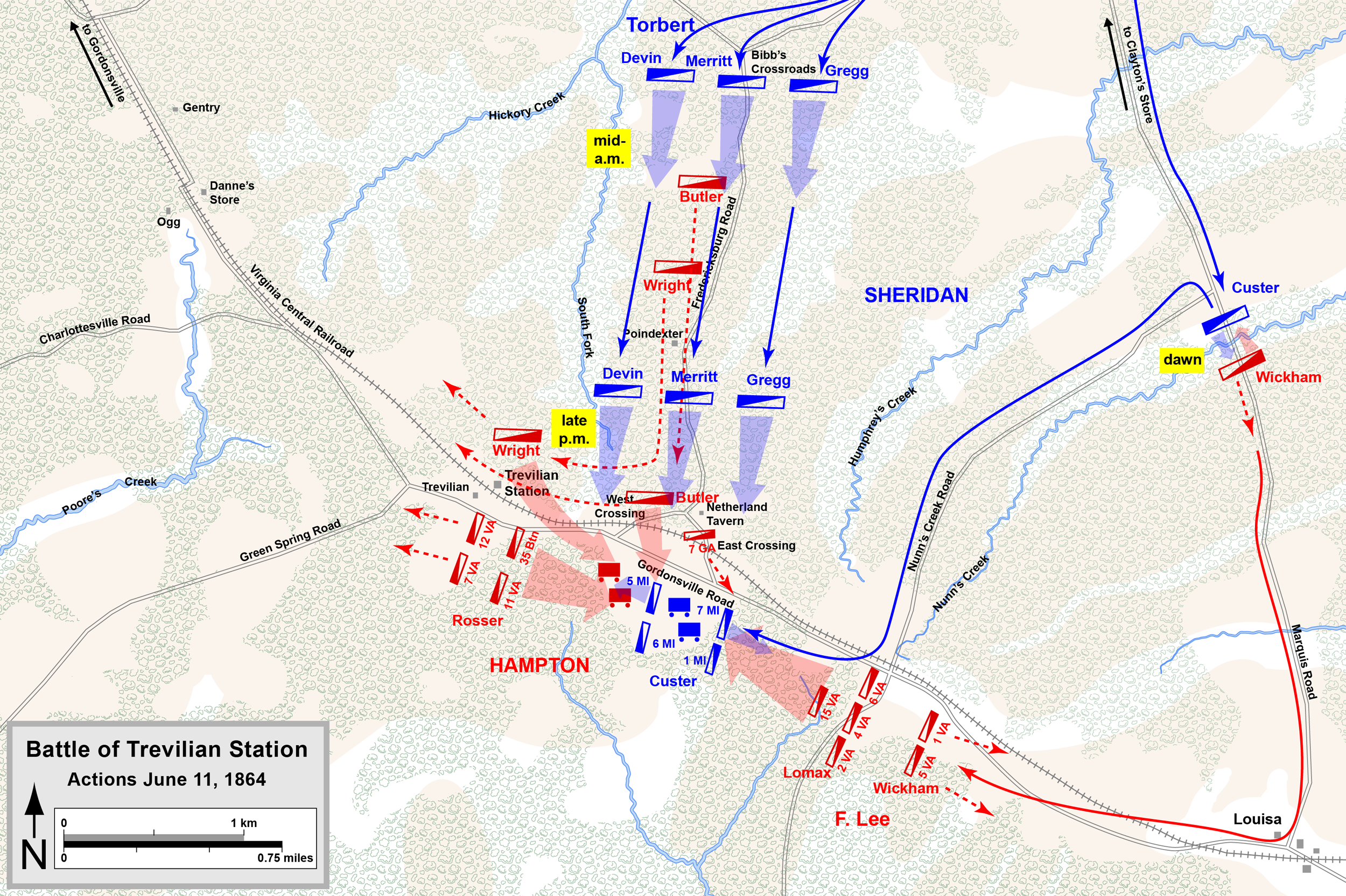
Acties op 11 juni
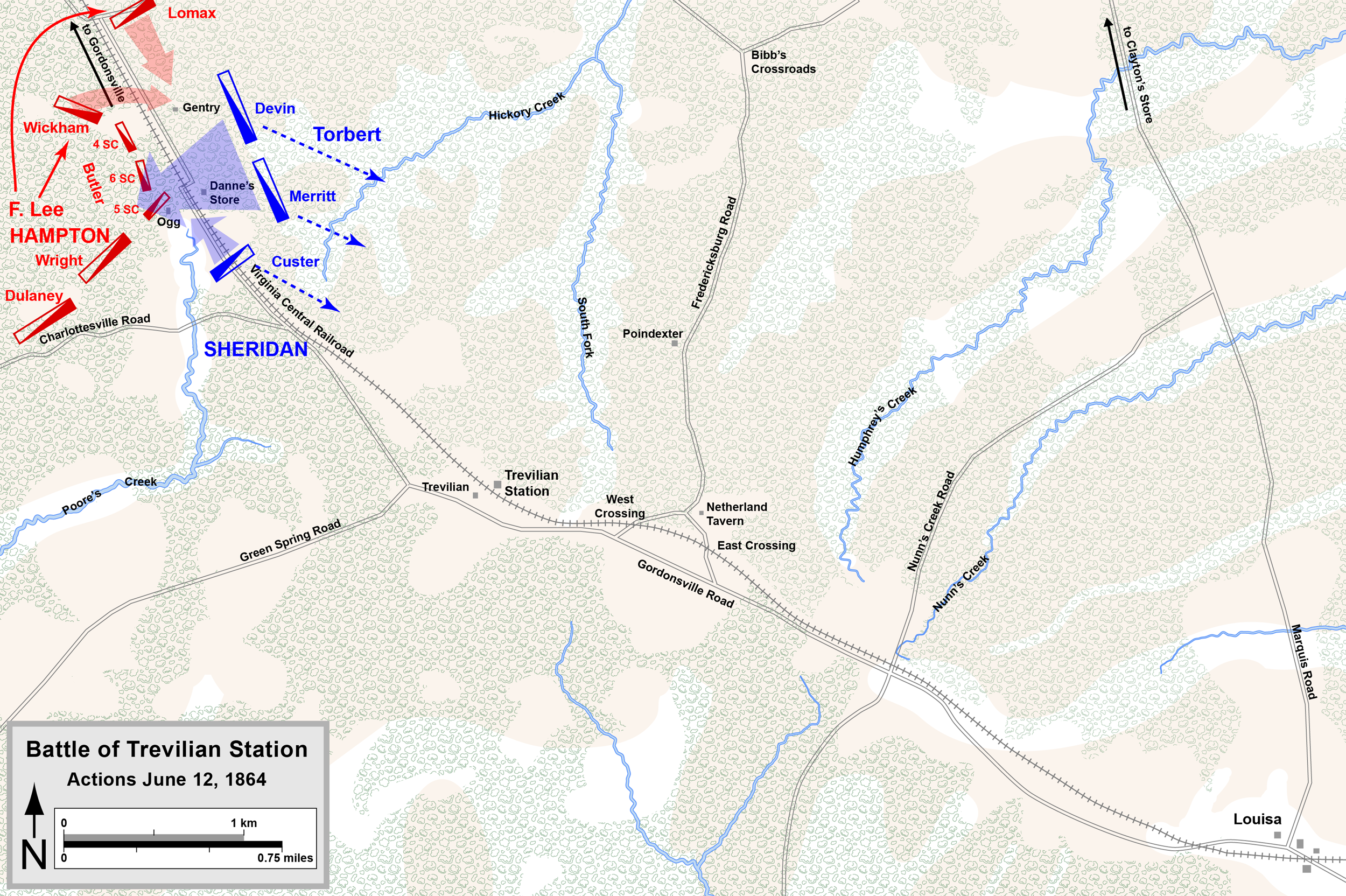
Acties op 12 juni

Na een korte schermutseling bij de Zuidelijke rechterflank tussen Fitzhugh Lee en brigadegeneraal George A. Custer, leidde Custer zijn brigade langs een weg in zuidwestelijke richting naar Trevilian Station. Het station werd niet bewaakt. De treinen en voorraden van Fitzhugh Lee stonden voor het grijpen. De 5th Michigan Cavalry nam alles in beslag. Veel zou opnieuw verloren gaan toen Custer de tocht voortzette. Hampton stuurde snel drie brigades. Custer was nu omsingeld. Sheridan besefte dat Custer dringend hulp nodig had. Hij viel met twee brigades aan en drong Hamptons soldaten volledig terug tot aan het Station. Een derde brigade viel de onbeschermde flank van Fitzhugh Lee aan die ook werd teruggedreven. Hampton trok zich in westelijke richting terug, Lee in oostelijke richting. De Noordelijken hadden Trevilian Station in handen.
In de loop van de nacht sloot Fitzhugh Lee zich aan bij Hampton ten westen van Trevilian Station.
Sheridan kreeg te horen dat Hunter toch niet in de richting van Charlottesville oprukte, zoals eerst voorzien, maar naar Lynchburg trok. Ook kreeg Sheridan informatie over de aanwezigheid van Breckinridges infanterie bij Waynseboro. Dit sloot iedere kans op vooruitgang voor Sheridan uit. Sheridan stopte met de raid en besliste om zich terug te trekken naar de hoofdmacht van het Noordelijke leger bij Cold Harbor.
Op 12 juni werd Trevilian Station vernietigd door de Noordelijken. Verschillende wagons en enkele kilometers rail werden vakkundig vernietigd. Sheridan stuurde rond 15.00u Torberts divisie op verkenning uit om de Zuidelijke activiteit op zijn linkerflank in te schatten. Ze vonden de volledige strijdmacht van Hampton achter een L-vormig versterkte linie 3 km ten noordwesten van Trevilian. De Noordelijken voerden zeven aanvallen uit tegen de punt en de korte zijde van de vijandelijke stellingen maar kregen zware verliezen te verwerken. Twee brigades van Fitzhugh Lees divisie voerden een tegenaanval uit op de Noordelijke rechterflank. De Noordelijken trokken zich rond 22.00u terug. Het was de grootste en bloedigste cavalerieslag van de oorlog. Sheridan had veel gewonden en een tekort aan munitie en had bovendien 500 krijgsgevangenen om voor te zorgen. Daarop besliste Sheridan om zich zonder veel haast terug te trekken naar Cold Harbor. Hampton werd dan verplicht om hem te volgen. Zo zou Robert E. Lee een groot deel van zijn cavalerie voor dagen kwijt zijn.

## DeSlag bij Saint Mary's Church(24 juni1864)

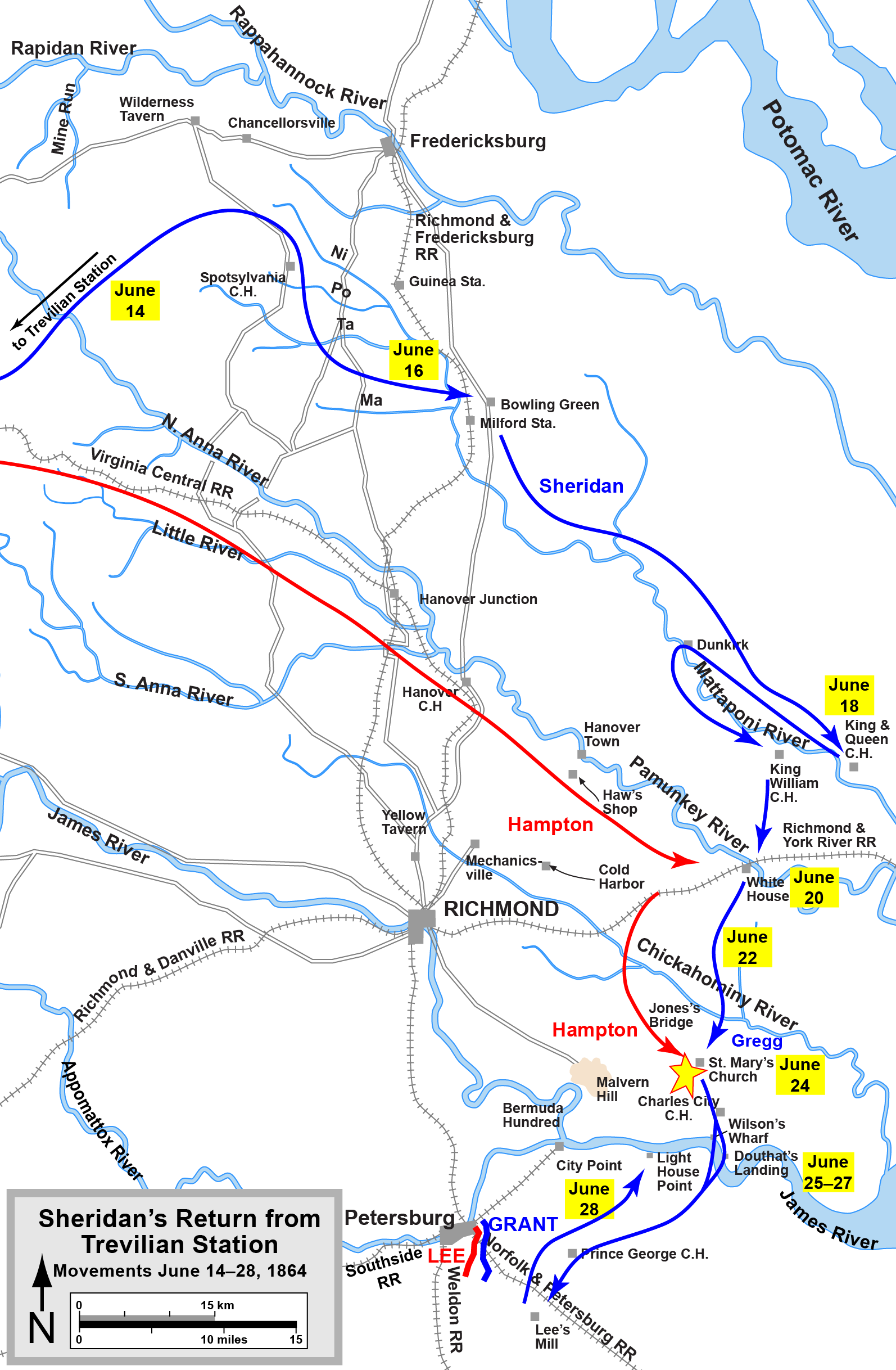
Sheridans terugkeer naar het Army of the Potomac na de aanval op Trevilian Station

Na de slag bij Trevilian Station vatte Sheridan de terugtocht aan op 13 juni. Ze staken de North Anna over bij Carpenters Ford en marcheerden langs de Catharpin Road richting Spotsylvania Court House. Op 16 juni trokken de Noordelijken door Bowling Green, Virginia en langs de noordelijke oever van de Mattaponi. Op 18 juni ariveerden ze in King and Queen Court House. Hamptons cavalerie volgde de Noordelijken langs een parallelle weg.
Terwijl Sheridan zijn raid uitvoerde op Trevilian Station, stuurde Grant zijn leger van Cold Harbor naar de James River. Ondertussen vaardigde Grant de nodige bevelen uit om zijn bevoorradingsdepot te verplaatsen van White House Landing langs de Pamunkey naar City Point langs de James. Sheridan stuurde zijn gewonden en gevangenen naar White House Landing voor het depot verhuisd werd. Op 19 juni marcheerde hij vervolgens naar Dunkirk waar hij de Mattaponi wilde oversteken.
Op 21 juni stak Sheridan de Pamunkey over en escorteerde 900 wagens naar de James. Op 24 juni escorteerde Torberts divisie de colonne terwijl Greggs divisie de rechterflank beschermde door een parallelle route te volgen. Rond 08.00u verjoeg Greggs divisie Zuidelijke piketten die zich ten westen van Samaria Church hadden ingegraven tussen 15.00u en 16.00u vielen Hamptons vijf brigades de twee brigades van Gregg aan. De Noordelijken trokken zich al snel terug naar Charles City Court House.
Greggs divisie en de bagagetrein leden niet veel schade. Op 25 juni trok Sheridan zich terug omdat er door de Zuidelijke aanwezigheid geen doorkomen aan was. Via Charles City Court House trok hij naar Douthat’s Landing waar de bagagetrein per platbodem de James overgezet werd. Zijn cavalerie kwam op 27 juni en 28 juni aan de beurt. De Zuidelijke cavalerie probeerde nogmaals een aanval uit te voeren maar door de te sterke vijandelijke aanwezigheid werd de aanval afgeblazen. Hampton ontving orders van Robert E. Lee om zo snel mogelijk naar Petersburg te gaan. Zijn manschappen staken de James over bij Chaffin’s Bluff op 27 en 28 juni.
De tocht van Sheridan naar Trevilian Station en terug naar het Army of the Potomac bereikte gemengde resultaten. Hij kon met succes de Zuidelijke aandacht afleiden van de oversteek van Grant bij de James. Hij slaagde er echter niet in om de Virginia Central Railroad te vernietigen. Hij verloor relatief veel manschappen, officieren en paarden.
Ook Hamptons cavalerie had niet alles kunnen bewerkstelligen om de vijand tegen te werken. Hij had met succes de spoorweg beschermd en daardoor ook de bevoorradingslijn naar Richmond en Lees leger. Op de tweede dag van de slag bij Trevilian Station behaalde hij een tactische overwinning. Ook tegen Gregg bij Samaria Church behield hij de overhand. Hampton slaagde evenwel er niet in om de vijandelijke bagagetrein te vernietigen. In augustus werd hij gepromoveerd tot bevelhebber van het Cavalry Corps van het Army of Northern Virginia en werd daarmee de opvolger van de gesneuvelde J.E.B. Stuart.

## Gevolgen
Nadat Lee het bericht ontving dat Grant de James had overgestoken, werd zijn grootste vrees bewaarheid. Hij zou in een beleg gedwongen worden van zijn hoofdstad. Petersburg was een welvarende stad met 18.000 inwoners en het belangrijkste bevoorradingspunt voor Richmond. De stad lag bij de goed bevaarbare Appomattox-rivier en was een belangrijk kruispunt van wegen en vijf spoorwegen. Omdat Petersburg de belangrijkste bevoorradingsplaats was voor de regio, zou een inname van de stad door de Noordelijken betekenen dat Lee onmogelijk de hoofdstad kon beschermen. Dit zou de belangrijkste verandering worden in Grants strategie. De vernietiging van Lees leger was niet langer het hoofddoel. Grant koos voor het geografische en politieke doel. Met zijn overvloedige middelen kon hij Lee vastpinnen en tot overgave dwingen via een beleg. Lee dacht dat Richmond het belangrijkste doel van Grant was. Daarom stuurde hij slechts een symbolische verdediging naar Petersburg onder leiding van P.G.T. Beauregard.
De Overland veldtocht was nodig zodat de Noordelijken de uiteindelijke overwinning in de oorlog afdwongen. Grant kreeg een reeks van tactische nederlagen te verwerken zoals die bij Cold Harbor. Toch was de veldtocht een strategisch succes. Lee duwde Grant in een onhoudbare positie maar dit ging ten koste van een hoge prijs. De Noordelijken verloren ongeveer 55.000 soldaten waarvan 7.600 gesneuvelden. De Zuidelijken verloren 32.600 soldaten met 4.200 gesneuvelden. Lees verliezen waren moeilijker te vervangen dan die van de Noordelijken.
De hoge verliezen waren slecht voor het Noordelijk elan. De goudprijs verdubbelde en de herverkiezing van Abraham Lincoln kwam in gevaar. Pas na de successen van de Atlantaveldtocht, de Slag bij Mobile Bay en de verschillende veldtochten in de Shenandoahvallei zou het Noordelijk moraal opnieuw stijgen. Het grote aantal slachtoffers deed geen goed aan de reputatie van Grant. De strategie bestond eruit dat Grant zijn superieure aantallen gebruikte om Lees leger vast te pinnen en dan met zijn overige korpsen de vijand probeerde te flankeren. Deze strategie mislukte gedeeltelijk doordat de marsroutes van Lee veel korter waren dan die van Grant zodat Grant veel meer moeite moest doen om zijn strategie te doen werken. Toen Grant de James naderde, had hij drie opties om een patstelling te voorkomen. Ofwel kon hij aanvallen, ofwel kon hij opschuiven naar rechts en terug richting Washington manoeuvreren ofwel kon hij de James oversteken om Lees bevoorrading te blokkeren. Hij probeerde de eerste keuze en ging dan over op de derde optie. De tweede optie was politieke en militaire zelfmoord.

## Aanbevolen lectuur
- Alexander, Edward P. Fighting for the Confederacy: The Personal Recollections of General Edward Porter Alexander. Edited by Gary W. Gallagher. Chapel Hill: University of North Carolina Press, 1989. ISBN 0-8078-4722-4.
- Atkinson, Charles Francis. Grant's Campaigns of 1864 and 1865: The Wilderness and Cold Harbor (May 3 – June 3, 1864). The Pall Mall military series. London: H. Rees, 1908. OCLC 2698769.
- Bearss, Edwin C. Fields of Honor: Pivotal Battles of the Civil War. Washington, DC: National Geographic Society, 2006. ISBN 0-7922-7568-3.
- Carmichael, Peter S., ed. Audacity Personified: The Generalship of Robert E. Lee. Baton Rouge: Louisiana State University Press, 2004. ISBN 0-8071-2929-1.
- Catton, Bruce. Grant Takes Command. Boston: Little, Brown & Co., 1968. ISBN 0-316-13210-1.
- Catton, Bruce. A Stillness at Appomattox. Garden City, NY: Doubleday and Company, 1953. ISBN 0-385-04451-8.
- Frassanito, William A. Grant and Lee: The Virginia Campaigns 1864–1865. New York: Scribner, 1983. ISBN 0-684-17873-7.
- Fuller, Maj. Gen. J. F. C. The Generalship of Ulysses S. Grant. New York: Da Capo Press, 1929. ISBN 0-306-80450-6.
- Furgurson, Ernest B. Not War but Murder: Cold Harbor 1864. New York: Alfred A. Knopf, 2000. ISBN 0-879-45517-9.
- Gallagher, Gary W., ed. The Wilderness Campaign. Chapel Hill: University of North Carolina Press, 1997. ISBN 0-8078-2334-1.
- Glatthaar, Joseph T. General Lee's Army: From Victory to Collapse. New York: Free Press, 2008. ISBN 978-0-684-82787-2.
- Grant, Ulysses S. Personal Memoirs of U. S. Grant. 2 vols. Charles L. Webster & Company, 1885–86. ISBN 0-914427-67-9.
- Humphreys, Andrew A. The Virginia Campaign of '64 and '65: The Army of The Potomac and the Army of The James. New York: C. Scribner's Sons, 1883.
- Lyman, Theodore. With Grant and Meade: From the Wilderness to Appomattox. Edited by George R. Agassiz. Lincoln: University of Nebraska Press, 1994. ISBN 0-8032-7935-3.
- Matter, William D. If It Takes All Summer: The Battle of Spotsylvania. Chapel Hill: University of North Carolina Press, 1988. ISBN 978-0-8078-1781-0.
- Porter, Horace. Campaigning with Grant. New York: Century Co., 1897.
- Power, J. Tracy. Lee's Miserables: Life in the Army of Northern Virginia from the Wilderness to Appomattox. Chapel Hill: University of North Carolina Press, 1998. ISBN 0-8078-2392-9.
- Trudeau, Noah Andre. Bloody Roads South: The Wilderness to Cold Harbor, May–June 1864. Boston: Little, Brown & Co., 1989. ISBN 978-0-316-85326-2.
- Welcher, Frank J. The Union Army, 1861–1865 Organization and Operations. Vol. 1, The Eastern Theater. Bloomington: Indiana University Press, 1989. ISBN 0-253-36453-1.
- Wert, Jeffry D. The Sword of Lincoln: The Army of the Potomac. New York: Simon & Schuster, 2005. ISBN 0-7432-2506-6.

## Voetnoten
1. 1 2 3  Eicher, p. 660.
2. ↑  Salmon, p. 251; Grimsley, p. 3.
3. ↑  Hattaway & Jones, p. 525.
4. ↑  Rhea, Wilderness, pp. 46-47; Eicher, pp. 661-62. McPherson, p. 734.
5. ↑  Eicher, p. 660; Rhea, Wilderness, p. 34.
6. ↑  Hattaway and Jones, pp. 527-28; Salmon, p. 252; Eicher, pp. 660-61.
7. ↑  Salmon, p. 252; Eicher, pp. 662-64.
8. ↑  Rhea, Wilderness, pp. 101-03, 130, 140-56; Grimsley, pp. 35-36; Eicher, pp. 664-65.
9. ↑  Rhea, Wilderness, pp. 138-39, 157-69, 176-81; Eicher, pp. 665-66.
10. ↑  Eicher, pp. 664-67; Esposito, text to map 122; Grimsley, pp. 35, 39-41; Rhea, Wilderness, pp. 127-29, 133-36, 187-89, 191-229.
11. ↑  Grimsley, pp. 47-49; Salmon, p. 268; Rhea, Wilderness, pp. 283-302; Welcher, pp. 947-52.
12. ↑  Salmon, pp. 268-69; Esposito, text for map 124; Rhea, Wilderness, pp. 302-13, 351-66, 369-74; Eicher, pp. 669-70.
13. ↑  Rhea, Wilderness, pp. 404-20; Eicher, pp. 670-71; Salmon, p. 270.
14. ↑  Kennedy, p. 283; Eicher, pp. 671-79; Simpson, pp. 300-01; Rhea, Wilderness, pp. 436-38.
15. ↑  Jaynes, pp. 86-87; Eicher, pp. 672-73; Rhea, Spotsylvania Court House, pp. 45-53, 71-74, 86; Salmon, p. 271.
16. ↑  Kennedy, pp. 286-87; Eicher, pp. 673-74; Grimsley, pp. 64, 68.
17. ↑  Rhea, Spotsylvania Court House, pp. 89-91, 93-95; Salmon, p. 272; Grimsley, p. 70.
18. ↑  Cullen, p. 31; Eicher, p. 675; Grimsley, pp. 72-73, 75; Rhea, Spotsylvania Court House, pp. 103-14, 131-32, 135-42.
19. ↑  Rhea, Spotsylvania Court House, pp. 142-49, 165-68; Grimsley, pp. 75-80; Kennedy, p. 285; Salmon, pp. 274-75; Eicher, p. 676; Atkinson.
20. ↑  Rhea, Spotsylvania Court House pp. 219-21, 225-26; Simpson, pp. 307-308; Kennedy, p. 285; Salmon, p. 275; Cullen, p. 31; Grimsley, pp. 80, 82; Jaynes, pp. 93-94.
21. ↑  Kennedy, p. 285; Jaynes, p. 94; Jaynes, pp. 98-100; Salmon, p. 276; Cullen, p. 32; Grimsley, pp. 84-85.
22. ↑  Salmon, p. 277; Rhea, Spotsylvania Court House, pp. 244-46, 282-90, 295-303; Grimsley, pp. 87-88.
23. ↑  Rhea, Spotsylvania Court House, pp. 293, 311-12; Kennedy, p. 285; Salmon, pp. 277-78; Cullen, p. 32; Eicher, p. 678.
24. ↑  Rhea, To the North Anna River, pp. 31-33, 65-94, 127-31, 131-53; Jaynes, p. 125; Cullen, pp. 33-35.
25. ↑  Jaynes, pp. 125-30; Rhea, To the North Anna River, pp. 156-57; Kennedy, pp. 285-86; Salmon, pp. 255-59, 278-79; Grimsley, pp. 131-33.
26. ↑  Salmon, p. 289.
27. ↑  Longacre, Lincoln's Cavalrymen, pp. 264-65; Eicher, pp. 673-74.
28. ↑  Salmon, pp. 282-83; Eicher, p. 674.
29. ↑  Rhea, To the North Anna River, pp. 44-47.
30. ↑  Rhea, To the North Anna River, pp. 45, 47-49, 53.
31. ↑  Rhea, To the North Anna River, pp. 49-51.
32. ↑  Rhea, To the North Anna River, pp. 59-60; Eicher, p. 674; Salmon, p. 283.
33. ↑  Rhea, To the North Anna River, pp. 60-64, 219.
34. ↑  Kennedy, p. 289. Grimsley, pp. 138 ; Jaynes, p. 130.
35. ↑  Esposito, kaart 135; Jaynes, p. 130.
36. ↑  Rhea, To the North Anna River, pp. 157-59, 225-27; Jaynes, pp. 130-31.
37. ↑  Eicher, p. 683; Grimsley, pp. 134-35; Esposito, text for map 134; Rhea, To the North Anna River, p. 212.
38. ↑  Rhea, To the North Anna River, pp. 282-89.
39. ↑  Kennedy, pp. 287-89; Grimsley, pp. 139-40; Rhea, To the North Anna River, pp. 300-316, 326; Salmon, p. 285.
40. ↑  Grimsley, 141; Rhea, To the North Anna River, 320-25; Salmon, 285; Kennedy, p. 289.
41. ↑  Rhea, To the North Anna River, pp. 326, 331-32.
42. ↑  Rhea, To the North Anna River, pp. 333-50; Salmon, pp. 285-86; Grimsley, p. 143.
43. ↑  Rhea, To the North Anna River, pp. 344-46, 351-52; Grimsley, p. 145; Esposito, text for map 135.
44. ↑  Cullen, p. 42; Esposito, text for map 135; Rhea, To the North Anna River, pp. 355-60.
45. ↑  Jaynes, p. 137; Grimsley, p. 148; Rhea, To the North Anna River, p. 368.
46. ↑  Rhea, To the North Anna River, pp. 362-64; Salmon, pp. 325-26.
47. ↑  Rhea, To the North Anna River, pp. 364-65; Salmon, p. 327.
48. ↑  Rhea, To the North Anna River, pp. 365-66; Salmon, p. 327.
49. ↑  Rhea, To the North Anna River, pp. 367-68.
50. ↑  Eicher, pp. 671, 679, 683; Rhea, Cold Harbor, p. 22; Welcher, pp. 981, 986; Furgurson, p. 43.
51. ↑  Starr, pp. 116-17; Rhea, Cold Harbor, p. 24.
52. ↑  Salmon, p. 288; Furgurson, p. 47; Rhea, Cold Harbor, pp. 32-37, 44-45, 60.
53. ↑  Rhea, Cold Harbor, pp. 41-44, 50-57.
54. ↑  Salmon, p. 288; Rhea, Cold Harbor, p. 60.
55. ↑  Longacre, Lee's Cavalrymen, p. 294; Rhea, Cold Harbor, pp. 68-70; Salmon, p. 288; Grimsley, p. 151; Starr, p. 118.
56. ↑  Rhea, Cold Harbor, pp. 81-82, 88. Grimsley, p. 152.
57. ↑  Longacre, Lee's Cavalrymen, p. 295; Starr, p. 118; Rhea, Cold Harbor, pp. 82-86.
58. ↑  Jaynes, p. 149; Rhea, Cold Harbor, pp. 71, 87-88.
59. ↑  Grimsley, pp. 153-54; Rhea, Cold Harbor, pp. 110-11.
60. ↑  Salmon, p. 290; Rhea, Cold Harbor, p. 108.
61. ↑  Jaynes, p. 149; Rhea, Cold Harbor, p. 118-20, 122.
62. ↑  Rhea, Cold Harbor, pp. 125, 129-32, 139-44.
63. ↑  Rhea, Cold Harbor, pp. 144-48.
64. ↑  Rhea, Cold Harbor, pp. 148-49.
65. ↑  Grimsley, pp. 154-55, 159-60; Kennedy, p. 291; Jaynes, p. 150.
66. ↑  Richmond National Battlefield Park; Salmon, p. 292, 294; Rhea, Cold Harbor, pp. 165-69.
67. ↑  Rhea, Cold Harbor, p. 133.
68. ↑  Rhea, Cold Harbor, pp. 134-35.
69. ↑  Rhea, Cold Harbor, pp. 135-38.
70. ↑  Kennedy, p. 291; Salmon, p. 294.
71. ↑  King, p. 296; Kennedy, pp. 291-93; Grimsley, pp. 196-201.
72. ↑  Kennedy, pp. 291-93; Grimsley, pp. 202-203
73. ↑  Rhea, Cold Harbor, p. 241; Jaynes, p. 152; Furgurson, pp. 89-94, 99; Grimsley, pp. 201-206; Welcher, pp. 986-88; Trudeau, pp. 266-69.
74. ↑  Rhea, Cold Harbor, pp. 256-59; Grimsley, pp. 208-209.
75. ↑  Jaynes, p. 156; McPherson, p. 735; Furgurson, pp. 120-21; Grimsley, pp. 207-210; Trudeau, pp. 276-77; King, p. 297; Salmon, p. 295; Welcher, p. 989.
76. ↑  Rhea, Cold Harbor, pp. 360-61; Grimsley, pp. 211-12; Salmon, p. 296; Trudeau, pp. 284-86, 289-90; King, p. 304.
77. ↑  Rhea, Cold Harbor, pp. 353, 356; Grimsley, pp. 214-16; Trudeau, pp. 286, 290-91; Welcher, p. 992; King, p. 305.
78. ↑  Rhea, Cold Harbor, pp. 234, 374-79, Grimsley, pp. 216-17.
79. ↑  Library of Congress
80. ↑  Furgurson, pp. 181-82; Grimsley, p. 220; Trudeau, pp. 298, 304-306.
81. ↑  McPherson, p. 737; Eicher, pp. 686-87; Salmon, pp. 258-59; Grimsley, p. 223; Esposito, text for map 136.
82. ↑  Welcher, p. 994.
83. ↑  Welcher, pp. 998-99; Salmon, p. 396.
84. ↑  Wittenberg, pp. 37-47, 50-56, 170; Salmon, p. 298; Welcher, p. 1052; Starr, pp. 133-36; Davis, p. 21.
85. ↑  Longacre, Lee's Cavalrymen, pp. 299-300; Starr, pp. 136-38; Davis, p. 22; Wittenberg, pp. 76-87; Welcher, p. 1052.
86. ↑  Wittenberg, pp. 97-102, 105-117, 124-25; Starr, pp. 137-41; Welcher, pp. 1052-53; Davis, pp. 23-25; Longacre, Lee's Cavalrymen, pp. 300-302.
87. ↑  Wittenberg, pp. 157, 172; Welcher, p. 1053; Starr, p. 142; Salmon, p. 299. Kennedy, p. 295, states that Lee joined Hampton at noon on June 12.
88. ↑  Kennedy, p. 295; Wittenberg, pp. 183-209; Longacre, Lee's Cavalrymen, p. 303; Davis, p. 25; Welcher, p. 1053; Salmon, p. 300.
89. ↑  Welcher, p. 1053; Wittenberg, pp. 215-29.
90. ↑  Welcher, p. 1053; Salmon, p. 408; Wittenberg, p. 236; Starr, p. 147.
91. ↑  Salmon, p. 408-10; Wittenberg, pp. 241-42; Starr, pp. 148-49.
92. ↑  Wittenberg, pp. 289-91; Longacre, Lee's Cavalrymen, pp. 306-307.
93. ↑  Wittenberg, pp. 301-302, 304.
94. ↑  Wittenberg, pp. 314-15.
95. ↑  Welsh, pp. 102, 118; Welcher, p. 994; Eicher, p. 687; Hattaway and Jones, pp. 588-91; Salmon, pp. 395-96.
96. ↑  Rhea, Cold Harbor, p. 393.
97. ↑  Rhea, Cold Harbor, pp. 388-393.